# Capitoli di One Piece (volumi 1 - 60)

Copertina del primo volume della seconda edizione italiana

Questa è la lista dei capitoli di One Piece, manga di Eiichirō Oda, contenuti nei volumi dall'1 al 60. La storia segue le avventure del giovane pirata Monkey D. Rufy (il cui corpo ha assunto le proprietà della gomma dopo avere ingerito un frutto del diavolo) e della sua ciurma, alla ricerca del tesoro del Re dei pirati Gol D. Roger: lo One Piece.
Il manga è serializzato dalla Shūeisha sulla rivista settimanale Weekly Shōnen Jump dal numero del 22 luglio 1997 ed è tuttora in corso di pubblicazione. I capitoli sono raccolti dalla casa editrice in formato tankōbon e pubblicati a partire dal 24 dicembre 1997 a cadenza aperiodica. Dal 1º luglio 2001, la Star Comics, nella collana Young, pubblica l'edizione italiana in albi corrispondenti ai volumi originali giapponesi. È in corso, inoltre, una ristampa (inizialmente mensile, successivamente diventata bimestrale e infine trimestrale) intitolata One Piece New Edition, cominciata il 20 febbraio 2008 sulla collana Greatest.

## Volumi 1-10
| Nº | Titolo italiano Giapponese 「Kanji」 - Rōmaji | Data di prima pubblicazione         | Data di prima pubblicazione              |
| Nº | Titolo italiano Giapponese 「Kanji」 - Rōmaji | Giapponese                          | Italiano                                 |
| 1  | Romance Dawn, l'alba di una grande avventura 「ROMANCE DAWN —冒険の夜明け」 - Romance Dawn - Bōken no yoake | 24 dicembre 1997 ISBN 4-08-872509-3 | 1º luglio 2001 ISBN 978-88-6420-179-5    |
| 1  | Capitoli - 1. Romance Dawn, l'alba di una grande avventura (ROMANCE DAWN —冒険の夜明け—?, Romance Dawn - Bōken no yoake) - 2. Rufy, il ragazzo dal cappello di paglia (その男「麦わらのルフィ」?, Sono otoko "mugiwara no Rufi") - 3. Zoro, il cacciatore di pirati (「海賊狩りロロノア・ゾロ」登場?, "Kaizoku-gari Roronoa Zoro" tōjō) - 4. Morgan mano d'ascia (海軍大佐「斧手のモーガン」?, Kaigun taisa "onote no Mōgan") - 5. Il Re dei pirati e il Grande Spadaccino (海賊王と大剣豪?, Kaizoku ō to daikengō) - 6. Il primo compagno (一人目?, Hitorime) - 7. Amici (友達?, Tomodachi) - 8. Ecco Nami... (ナミ登場?, Nami tōjō) |                                     |                                          |
| 1  | Trama Il bambino di sette anni Monkey D. Rufy un giorno mangia il frutto del diavolo Gom Gom: esso gli fa diventare il corpo di gomma, ma lo rende incapace di nuotare. In seguito ad una peripezia col masnadiero Higuma, Rufy finisce in mare, ma viene salvato dal suo amico pirata Shanks, che perde però il braccio sinistro. Rufy gli promette allora di diventare il Re dei pirati guadagnandosi come regalo il cappello di paglia dell'amico. Dieci anni dopo infatti, Rufy si imbarca per mare con l'obbiettivo di cercare il leggendario tesoro lasciato da Gold Roger, lo One Piece. Dopo essere naufragato e aver sconfitto la piratessa Albida, l'aspirante pirata parte insieme al mozzo Kobi per l'isola di Sheltz Town. Qui Roronoa Zoro, un famoso spadaccino e cacciatore di taglie, viene torturato da Hermeppo, il figlio del capitano della Marina Morgan mano d'ascia. Dopo la sconfitta di Morgan, Zoro entra nell'equipaggio di Rufy mentre Kobi si arruola in Marina. Rufy viene trasportato da un uccello su un'isola dove la ladra Nami è inseguita da alcuni pirati, avendo rubato la mappa della Rotta Maggiore. Rufy sconfigge i tre pirati e Nami gli propone di lavorare insieme. |                                     |                                          |
| 2  | Versus! La banda del pirata Bagy 「VERSUS!! バギー海賊団」 - VERSUS!! Bagī kaizoku-dan | 3 aprile 1998 ISBN 4-08-872544-1    | 1º agosto 2001 ISBN 978-88-6420-840-4    |
| 2  | Capitoli - 9. Una strega (魔性の女?, Mashō no onna) - 10. Un incontro fortuito (酒場の一件?, Sakaba no ikken) - 11. La fuga (敗走?, Haisō) - 12. Il cane (犬?, Inu) - 13. I tesori (宝物?, Takaramono) - 14. Che imprudenza! (無謀っ!!?, Mubō!!) - 15. GONG (GONG?) - 16. Versus! La banda del pirata Bagy (VERSUS!! バギー海賊団?, VERSUS!! Bagī kaizoku-dan) - 17. Status (格?, Kaku) |                                     |                                          |
| 2  | Trama Rufy accetta l'invito di Nami a collaborare e così lei lo porta dalla ciurma di Bagy, un gruppo di pirati che assedia Orange Town. Con uno stratagemma, la ragazza tenta quindi di unirsi all'equipaggio del clown Bagy, con l'intenzione di rubare i suoi tesori, ma si rifiuta di sparare a Rufy e viene accusata di tradimento. Proprio in quel momento, Zoro arriva per salvare il suo capitano e taglia a metà Bagy; tuttavia, grazie all'abilità del frutto del diavolo Puzzle Puzzle, il pirata sopravvive e colpisce Zoro alle spalle con un pugnale. Nonostante sia ferito, lo spadaccino scappa portando la gabbia con dentro Rufy sulle spalle. Bagy invia il domatore di bestie Moji all'inseguimento dei due. Rufy, dopo essersi liberato, sconfigge Moji e affronta insieme a Zoro la ciurma del pirata pagliaccio. Zoro sconfigge lo spadaccino acrobata Kabaji mentre Rufy intraprende uno scontro con Bagy. |                                     |                                          |
| 3  | Un tipino a modo 「偽れぬもの」 - Itsuwarenu mono | 4 giugno 1998 ISBN 4-08-872569-7    | 1º settembre 2001 ISBN 978-88-6420-839-8 |
| 3  | Capitoli - 18. Il pirata Bagy il clown (海賊「道化のバギー」?, Kaizoku "dōke no Bagī") - 19. Il frutto del diavolo (悪魔の実?, Akuma no mi) - 20. La via del ladro (泥棒道?, Dorobō-dō) - 21. In città (町?, Machi) - 22. Tu sei uno strano mostro (あんたが珍獣?, Anata ga chinjū) - 23. Arriva Capitan Usop (キャプテン・ウソップ登場?, Kyaputen Usoppu tōjō) - 24. Un tipino a modo (偽れぬもの?, Itsuwarenu mono) - 25. Guerriero del mare (ウソ800?, Usopappyaku) - 26. Il piano di Capitan Kuro (キャプテン・クロの一計?, Kyaputen Kuro no ikkei) |                                     |                                          |
| 3  | Trama Durante la lotta, Bagy, riconoscendo il cappello di paglia di Rufy, racconta il suo passato con Shanks, quando entrambi erano mozzi su una nave pirata. Dopo la sconfitta del clown, Nami accetta temporaneamente di viaggiare con Rufy e Zoro. Giunti sull'isola degli animali strani, Nami e Rufy incontrano Gaimon, un uomo bloccato in uno scrigno del tesoro. Successivamente i tre raggiungono un'altra isola e nel villaggio di Shirop incontrano Usop, figlio di un compagno di Shanks. Rufy e gli altri fanno visita alla ricca Kaya per chiedere una nave per il loro viaggio, ma vengono cacciati dall'iperprotettivo maggiordomo Krahador. Più tardi, Usop e Rufy ascoltano una conversazione tra Krahador, che è in realtà il famigerato capitano pirata Kuro, creduto morto da tutti, e il suo vicecapitano, l'ipnotizzatore Jango. Kuro ha intenzione di far saccheggiare il villaggio alla sua ex ciurma e di ereditare il patrimonio di Kaya dopo averla uccisa. |                                     |                                          |
| 4  | Falce di luna 「三日月」 - Mikazuki | 4 agosto 1998 ISBN 4-08-872594-8    | 1º ottobre 2001 ISBN 978-88-6420-838-1   |
| 4  | Capitoli - 27. Movimento (筋?, Suji) - 28. Falce di luna (三日月?, Mikazuki) - 29. La salita (坂道?, Sakamichi) - 30. Grande! (GREAT!!!?) - 31. La verità (真実?, Shinjitsu) - 32. Grande sfortuna (大凶?, Daikyō) - 33. Senza rumore (音無き男?, Otonaki otoko) - 34. Krahador il maggiordomo (執事クラハドール?, Shitsuji Kurahadōru) - 35. E adesso? (ネオ坂道?, Neo sakamichi) |                                     |                                          |
| 4  | Trama Usop mette in guardia gli abitanti del villaggio, ma poiché essi sono abituati alle sue bugie non gli credono. Vista la sfiducia del villaggio, Usop escogita un piano per fermare i pirati venendo aiutato dalla ciurma di Cappello di paglia, impressionata dal suo coraggio. Alla fine, i quattro trovano un piano per fermare la ciurma Kuroneko sulla parte destra della costa, ma gli avversari sbarcano dalla parte opposta dell'isola. Giunta sul luogo, la ciurma di Rufy riesce a fermare i pirati fino all'arrivo di Kuro, irritato per il ritardo dei suoi sottoposti. Anche Kaya, scoperta la verità sul maggiordomo, si reca sul luogo dello scontro. |                                     |                                          |
| 5  | Per chi suona la campana 「誰が為に鐘は鳴る」 - Dare ga tame ni kane wa naru | 2 ottobre 1998 ISBN 4-08-872619-7   | 1º novembre 2001 ISBN 978-88-6420-750-6  |
| 5  | Capitoli - 36. L'inseguimento (追え!!?, Oe!!) - 37. La storia del pirata Kuro (海賊「百計のクロ」?, Kaizoku "hyakkei no Kuro") - 38. La banda dei pirati di Kuro (海賊団?, Kaizoku-dan) - 39. Per chi suona la campana (誰が為に鐘は鳴る?, Taga tame ni kane wa naru) - 40. La banda dei pirati di Usop (ウソップ海賊団?, Usoppu kaizoku-dan) - 41. Si salpa! (海へ?, Umi e) - 42. Yosaku e Johnny (ヨサクとジョニー?, Yosaku to Jonī) - 43. Arriva Sanji (サンジ登場?, Sanji tōjō) - 44. I tre cuochi (三人のコック?, Sannin no kokku) |                                     |                                          |
| 5  | Trama Ricevuto l'ordine di uccidere Kaya facendole prima firmare il testamento a favore di Kuro, Jango insegue la ragazza nella foresta. L'ipnotizzatore viene però fermato da Zoro e Usop, mentre Rufy riesce a sconfiggere il capitano Kuro. Così la ciurma riparte con un nuovo membro, Usop, e con una nave, la Going Merry, regalo di ringraziamento da parte di Kaya. In mare Zoro incontra due vecchi amici, Yosaku e Johnny, i quali propongono alla ciurma di andare al Baratie, un ristorante galleggiante. Al loro arrivo, Rufy danneggia accidentalmente il ristorante durante una lotta con il marine Fullbody e per risarcimento accetta di lavorare lì per una settimana. Durante questo periodo, osserva che uno dei cuochi, Sanji, dà del cibo gratuitamente a un pirata affamato di nome Gin e pertanto decide di prenderlo in ciurma, anche se senza il suo consenso. |                                     |                                          |
| 6  | Giuramento 「誓い」 - Chikai | 3 dicembre 1998 ISBN 4-08-872642-1  | 1º dicembre 2001 ISBN 978-88-6420-837-4  |
| 6  | Capitoli - 45. Prima della tempesta (嵐前?, Arashi mae) - 46. Il cliente che non è stato invitato (招かれざる客?, Manekarezaru kyaku) - 47. L'ammiraglio della flotta pirata, il comandante Creek (海賊艦隊提督「首領・クリーク」?, Kaizoku kantai teitoku "Don Kurīku") - 48. Lascia stare quella rotta (その航路、やめときな?, Sono kōro, yametoki na) - 49. Tifone (嵐?, Arashi) - 50. Ognuno per la sua strada (己々が路?, Ono'ono ga michi) - 51. Roronoa Zoro sparisce in mare (ロロノア・ゾロ海に散る?, Roronoa Zoro umi ni chiru) - 52. Giuramento (誓い?, Chikai) - 53. Sabagashira numero uno (サバガシラ１号?, Sabagashira ichi-gō) |                                     |                                          |
| 6  | Trama Rufy lavora come assistente di cucina fino all'arrivo al Baratie di Creek, il pirata più temuto del Mare Orientale. Egli, stremato dalla fame, implora per avere del cibo e Sanji glielo fornisce senza esitazione. Una volta a stomaco pieno, Creek colpisce Sanji e ordina ai cuochi di sfamare tutti i suoi uomini, scegliendo di usare il Baratie per tendere agguati alle navi. Nel frattempo, Nami fugge via con la Going Merry. Drakul Mihawk, lo spadaccino più forte del mondo, arriva al Baratie dopo aver seguito Creek dalla Rotta Maggiore, avendo spazzato via la sua intera flotta. La sua attenzione tuttavia si sposta su Zoro, il quale lo sfida a duello subendo una sconfitta bruciante che gli lascia una profonda ferita sul petto. Dopo la lotta Usop, Johnny e Yosaku prendono Zoro a bordo di una barca e salpano per inseguire Nami, mentre Rufy decide di affrontare Creek per estinguere il suo debito con il capocuoco Zef. |                                     |                                          |
| 7  | Vecchiaccio 「クソジジイ」 - Kuso jijī | 4 marzo 1999 ISBN 4-08-872683-9     | 1º gennaio 2002 ISBN 978-88-6420-836-7   |
| 7  | Capitoli - 54. Il signor Pearl (パールさん?, Pāru-san) - 55. Giungla e sangue (JUNGLE BLOOD?) - 56. Rifiuto (やなこった?, Ya na kotta) - 57. Conservare un sogno... (夢在るがゆえ?, Yume aru ga yue) - 58. Vecchiaccio (クソジジイ?, Kuso jijī) - 59. Debito di gratitudine (恩?, On) - 60. Rispetto (ケジメ?, Kejime) - 61. Orco (鬼?, Oni) - 62. M-H-5 (M・H・５?) |                                     |                                          |
| 7  | Trama Rufy e i cuochi cercano di difendere il ristorante, ma Gin prende in ostaggio Zef sperando di risolvere la situazione e salvare la vita di Sanji. Sanji, però, nonostante sia preoccupato per Zef, non si arrende. In passato Sanji, all'epoca bambino, era a bordo di una nave assaltata da Zef, un famoso pirata. I due, dopo un naufragio, finirono su un'isola deserta, senza cibo. Zef diede a Sanji un piccolo sacco di cibo e lo spedì verso l'altro lato dell'isola, di vedetta, mantenendo un sacco molto più grande per sé. Settimane più tardi Sanji, affamato, tornò da Zef per rubare il suo cibo, ma scoprì che il sacco del pirata conteneva solo oro e che Zef aveva mangiato la sua gamba per sopravvivere. Gin si rende così conto che non può salvare la vita di Sanji, perché il cuoco vuole proteggere a tutti i costi il Baratie, il tesoro di Zef. Mentre Rufy affronta l'ufficiale Pearl, Gin decide di ingaggiare uno scontro con Sanji, ma non riesce ad ucciderlo e implora Creek di lasciare il ristorante. Oltraggiato per la disobbedienza del suo sottoposto, Creek sfodera il gas velenoso MH5.                                                                             |                                     |                                          |
| 8  | Non morirò 「死なねェよ」 - Shinanē yo | 30 aprile 1999 ISBN 4-08-872712-6   | 1º febbraio 2002 ISBN 978-88-6420-835-0  |
| 8  | Capitoli - 63. Non morirò (死なねェよ?, Shinanē yo) - 64. La grande lancia (大戦槍?, Daisensō) - 65. Preparazione (覚悟?, Kakugo) - 66. Distruzione della lancia (噛み殺した槍?, Kamikoroshita yari) - 67. La zuppa (SOUP?) - 68. La quarta persona (４人目?, Yonninme) - 69. Arlong Park (アーロンパーク?, Āron Pāku) - 70. L'avventura di Usop (男ウソップ大冒険?, Otoko Usoppu daibōken) - 71. L'uomo-pesce è il re del mondo (万物の霊長?, Banbutsu no reichō) |                                     |                                          |
| 8  | Trama La ciurma di Creek indossa delle maschere antigas per resistere all'attacco, mentre Gin dà la sua a Sanji per salvargli la vita, ritrovandosi egli stesso moribondo. Sanji, colpito dal gesto, chiede agli altri cuochi di fare il possibile per salvare Gin, mentre Rufy si scaglia contro Creek. Nonostante questi disponga di un'armatura e molte armi che mettono in difficoltà il suo avversario, Rufy non si arrende e, dopo averle messe tutte fuori uso, distrugge l'armatura e sconfigge il pirata. Gin, ripresosi, parte portando via i suoi compagni e il suo capitano svenuto. Rufy riesce a convincere Sanji a unirsi alla sua ciurma e, dopo che questi saluta commosso tutti, parte con Yosaku alla volta del villaggio di Nami. Qui intanto Zoro, Usop e Johnny si rendono conto che l'intera isola è sotto il controllo di una ciurma di uomini-pesce. Usop e Johnny abbandonano la barca dopo essere stati scoperti e raggiungono furtivamente la riva, mentre Zoro viene catturato e portato al cospetto del capo degli uomini-pesce, Arlong, che si dimostra un convinto sostenitore della superiorità della sua razza su quella umana.                                                 |                                     |                                          |
| 9  | Lacrime 「涙」 - Namida | 2 luglio 1999 ISBN 4-08-872735-5    | 1º marzo 2002 ISBN 978-88-6420-834-3     |
| 9  | Capitoli - 72. Comportamento corretto (分相応?, Bunsō'ō) - 73. Il mostro venuto dalla Rotta Maggiore (偉大なる航路から来た怪物?, Gurando Rain kara kita kaibutsu) - 74. Affari (仕事?, Bijinesu) - 75. Carte nautiche e uomini-pesce (海図と魚人?, Kaizu to gyōjin) - 76. Dormire (ねる?, Neru) - 77. A un passo dal sogno (夢の一歩?, Yume no ippo) - 78. Bellmer (ベルメールさん?, Berumēru-san) - 79. Vivere (生きる?, Ikiru) - 80. Un reato è un crimine (罪は罪?, Tsumi wa tsumi) - 81. Lacrime (涙?, Namida) |                                     |                                          |
| 9  | Trama Usop scopre che Nami è in realtà un membro della ciurma di Arlong, ma la ragazza si comporta stranamente, arrivando a facilitare la sua fuga e a liberare Zoro. Mentre Arlong e i suoi ufficiali lasciano Arlong Park per affondare una nave della marina, Zoro elimina gran parte degli uomini-pesce, dopodiché si allontana per riunirsi agli altri. Intanto Rufy, Sanji e Yosaku vengono attaccati da Momu, un mostro marino agli ordini degli uomini-pesce, che viene sconfitto da Rufy. La ciurma viene raggiunta da Nojiko, la sorella di Nami, che racconta loro la sua storia. Otto anni prima, la ciurma di Arlong occupò l'isola e impose agli abitanti di pagare un tributo per salvarsi la vita. La madre adottiva di Nami e Nojiko, Bellmer, non avendo la possibilità di pagare sacrificò la sua vita per salvare le figlie. Nami si unì allora alla ciurma di Arlong come cartografa e stipulò un patto secondo cui, pagando 100 milioni di Berry, avrebbe potuto liberare il villaggio. In otto anni la ragazza è giunta a 93 milioni, ma Nezumi, un ufficiale della Marina in combutta con Arlong, confisca il suo tesoro. Nami scoppia in lacrime e chiede a Rufy di aiutarla.            |                                     |                                          |
| 10 | OK, Let's STAND UP! 「OK, Let's STAND UP!」 | 4 ottobre 1999 ISBN 4-08-872773-8   | 1º aprile 2002 ISBN 978-88-6420-833-6    |
| 10 | Capitoli - 82. OK, Let's STAND UP! - 83. Rufy al nero (ルフィ IN BLACK?, Rufi IN BLACK) - 84. Zombi (ゾンビ?, Zonbi) - 85. Tre spade contro sei spade (三刀流対六刀流?, Santōryū tai rokutōryū) - 86. Un cavaliere alle prese col karate degli uomini-pesce (騎士道VS魚人空手?, Kishidō VS gyojin karate) - 87. La fine! (終わったんだ!!?, Owattanda!!) - 88. È tempo di morire! (死んで!!!?, Shinde!!!) - 89. Scambio (交替?, Kōtai) - 90. Che cosa si può fare? (何ができる?, Nani ga dekiru) |                                     |                                          |
| 10 | Trama Mantenendo la sua promessa, Rufy consegna a Nami il suo cappello e si reca ad Arlong Park, seguito dalla sua ciurma. Mentre Yosaku e Johnny impediscono agli abitanti di Coco di intervenire nello scontro, Rufy sfida direttamente Arlong. L'uomo-pesce, conoscendo il punto debole di chi ha mangiato un frutto del diavolo, lancia in mare Rufy, incastrato in un blocco di pietra. Nel frattempo Zoro sfida Hacchan, spadaccino dotato di notevole resistenza, Sanji affronta il sottoufficiale Kuroobi, cintura nera di karate degli uomini-pesce, e Usop combatte contro Pciù. In aiuto di Rufy, che sta annegando, intervengono Nojiko e lo sceriffo Genzo, i quali gli consentono di restare in vita allungando il suo collo fin sopra il livello del mare. Dopo aver sconfitto Kuroobi Sanji frantuma il sasso che intrappola Rufy sul fondale, mentre Zoro e Usop annientano i loro avversari e ostacolano Arlong. Nami nel frattempo, raggiunto il campo di battaglia, decide insieme ai suoi concittadini di ribellarsi alla tirannia di Arlong. Quando ormai l'equipaggio è stremato, Rufy torna in sé e ingaggia uno scontro senza esclusioni di colpi con Arlong.                            |                                     |                                          |

## Volumi 11-20
| Nº | Titolo italiano Giapponese 「Kanji」 - Rōmaji | Data di prima pubblicazione         | Data di prima pubblicazione             |
| Nº | Titolo italiano Giapponese 「Kanji」 - Rōmaji | Giapponese                          | Italiano                                |
| 11 | Il più cattivo dei mari orientali 「東一番の悪」 - Higashi ichiban no waru | 2 dicembre 1999 ISBN 4-08-872797-5  | 1º maggio 2002 ISBN 978-88-6420-832-9   |
| 11 | Capitoli - 91. Darts (DARTS?) - 92. Felicità (幸せ?, Shiawase) - 93. Andiamo giù (下へまいります?, Shita e mairimasu) - 94. La seconda persona (二人目?, Futarime) - 95. La girandola (まわれ風車?, Maware Kazaguruma) - 96. Il più cattivo dei mari orientali (東一番の悪?, Higashi ichiban no waru) - 97. Sandai Kitetsu (三代鬼徹?, Sandai Kitetsu) - 98. Nuvola nera (暗雲?, An'un) - 99. Morte di Rufy (ルフィが死んだ?, Rufi ga shinda) |                                     |                                         |
| 11 | Trama Dopo un lungo combattimento, Rufy riesce a sconfiggere Arlong e a distruggere Arlong Park, liberando così l'arcipelago Konomi da lui e dalla sua ciurma. Rufy poi malmena Nezumi e i suoi uomini, costringendoli a rendere il tesoro a Nami, per poi essere festeggiato come un eroe insieme ai compagni. Con Nami ufficialmente a bordo, la ciurma parte alla volta di Rogue Town, dove Gold Roger è nato e dove è stato giustiziato. Una volta arrivati in città, Rufy scopre di avere una taglia sulla testa, che il capitano della marina Smoker sembra essere interessato a riscuotere. Contemporaneamente Zoro incontra il maggiore Tashigi, che gli ricorda la sua amica d'infanzia Kuina, mentre gli altri membri della ciurma vanno a fare acquisti. Rufy scala il patibolo in cui Roger è stato giustiziato e viene visto per caso da Bagy e Albida, che hanno stretto alleanza. I due pirati approfittano della situazione per vendicarsi, ma prima che il loro piano vada in porto il resto della ciurma salva il ragazzo di gomma fuggendo verso la Going Merry. |                                     |                                         |
| 12 | La leggenda ha inizio 「伝説は始まった」 - Densetsu wa hajimatta | 2 febbraio 2000 ISBN 4-08-872822-X  | 1º giugno 2002 ISBN 978-88-6420-831-2   |
| 12 | Capitoli - 100. La leggenda ha inizio (伝説は始まった?, Densetsu wa hajimatta) - 101. Reverse Mountain (リヴァースマウンテン?, Rivāsu Maunten) - 102. Allora, la Rotta Maggiore? (さて、偉大なる航路?, Sate, Gurando Rain) - 103. La balena (クジラ?, Kujira) - 104. Il promontorio della promessa (約束の岬?, Yakusoku no misaki) - 105. Il Logpose (記録指針?, Rogu Pōsu) - 106. Una città molto accogliente (歓迎の町?, Kangei no machi) - 107. Luce lunare segno di morte (月光と墓標?, Gekkō to bihyō) - 108. Cento cacciatori di taglie (100人の賞金稼ぎ?, Hyakunin no shōkin kasegi) |                                     |                                         |
| 12 | Trama Dopo essere riusciti a fuggire da Rogue Town e da Smoker grazie all'aiuto di un uomo misterioso, i pirati di Cappello di paglia raggiungono la Reverse Mountain, l'unico passaggio grazie al quale è possibile entrare nella Rotta Maggiore. Durante la discesa dalla montagna, la ciurma viene inghiottita da una balena. Al suo interno incontrano prima Crocus, un uomo che si prende cura dell'animale, e poi Mr. 9 e Miss Wednesday, abitanti della cittadina di Whisky Peek incaricati di catturare la balena. Crocus indica la via d'uscita alla ciurma dopo avergli raccontato la storia della balena, il cui nome è Lovoon, e aver illustrato i principi della navigazione nella Rotta Maggiore a Nami, fornendogli un Log Pose. La ciurma impedisce la cattura della balena ma si offre di riaccompagnare al loro villaggio Mr. 9 e Miss Wednesday. L'arrivo della Going Merry a Whisky Peek viene celebrato dagli abitanti del villaggio e dal sindaco, ma nella notte questi si rivelano essere agenti dell'organizzazione criminale Baroque Works sotto copertura. Con tutti i suoi compagni addormentati in seguito ai festeggiamenti, il solo Zoro affronta tutti i cacciatori di taglie. |                                     |                                         |
| 13 | Tutto bene! 「大丈夫!!!」 - Daijōbu!!! | 28 aprile 2000 ISBN 4-08-872863-7   | 3 luglio 2002 ISBN 978-88-6420-830-5    |
| 13 | Capitoli - 109. Un problema di responsabilità (責任問題?, Sekinin mondai) - 110. Notte infinita (夜は終わらない?, Yoru wa owaranai) - 111. Una società segreta di criminali (秘密犯罪会社?, Himitsu hanzai kaisha) - 112. Rufy vs. Zoro (ルフィ VS ゾロ?, Rufi VS Zoro) - 113. Tutto bene! (大丈夫!!!?, Daijōbu!!!) - 114. Percorso (進路?, Shinro) - 115. Avventura a Little Garden (冒険のリトルガーデン?, Bōken no Ritoru Gāden) - 116. Grandissimo (でっけェ?, Dekkē) - 117. Dori e Brogi (ドリーとブロギー?, Dorī to Burogī) |                                     |                                         |
| 13 | Trama Zoro sconfigge i cacciatori di taglie e mette fuori gioco anche Mr. 8, Miss Wednesday e Mr. 9. Intervengono Miss Valentine e Mr. 5, inviati a uccidere gli altri tre membri della Baroque Works dopo aver scoperto che Miss Wednesday è in realtà la principessa di Alabasta Nefertari Bibi, infiltratasi nella Baroque Works. Nami, che aveva solo finto di essersi addormentata, stringe un accordo con Mr. 8, che è in realtà il capo della Guardia reale di Alabasta Igaram; la navigatrice si propone per salvare la vita a Bibi in cambio di un miliardo di Berry. Nel frattempo Rufy combatte contro Zoro, avendo frainteso le sue intenzioni, e nello scontro i due sconfiggono involontariamente gli agenti. Bibi rivela alla ciurma che Mr. 0, il capo della Baroque Works che ha intenzione di conquistare il suo Paese, è in realtà Crocodile, membro del gruppo di pirati affiliati al governo noto come Flotta dei Sette. Avendo assistito a tutto, Mr. 13 e Miss Friday li catalogano come nemici dell'organizzazione. Sulla Merry, la ciurma incontra la misteriosa Miss All Sunday, che gli regala un Eternal Pose per raggiungere Alabasta e fa saltare in aria la nave sulla quale era Igaram prima di dileguarsi. Con Bibi e il suo anatroccolo domestico Karl a bordo, i pirati arrivano a Little Garden, un'isola preistorica dove i due giganti Dori e Brogi si affrontano da un secolo per difendere il proprio orgoglio. |                                     |                                         |
| 14 | Istinto 「本能」 - Honnō | 4 luglio 2000 ISBN 4-08-872888-2    | 3 agosto 2002 ISBN 978-88-6420-829-9    |
| 14 | Capitoli - 118. C'è qualcuno (誰かいる?, Dare ka iru) - 119. Provvisorio (姑息?, Kosoku) - 120. L'orco rosso ha pianto (赤鬼が泣いた?, Aka-oni ga naita) - 121. Lo sapevo (わかっていた?, Wakatteita) - 122. I morti non servono (死人は役に立たぬ?, Shinin wa yaku ni tatanu) - 123. Rufy vs. Mr. Three (ルフィ VS Mr. 3?, Rufi VS Mr. 3) - 124. Il tè è veramente buono (お茶がうめェ?, Ocha ga umē) - 125. Candle Champion (キャンドルチャンピオン?, Kyandoru Chanpion) - 126. Istinto (本能?, Honnō) |                                     |                                         |
| 14 | Trama Gli agenti della Baroque Works Mr. 3 e Miss Golden Week, si recano a Little Garden per eliminare la ciurma di Cappello di paglia e Bibi e riscuotere le taglie sulle teste dei due giganti. Con l'aiuto di Mr. 5 e Miss Valentine i due interferiscono slealmente nel combattimento tra Dori e Brogi, favorendo la vittoria di quest'ultimo; quando Brogi si distrae per piangere la caduta del suo avversario, Mr. 3 lo cattura utilizzando la sua abilità di creare oggetti di cera, dovuta al frutto Dela Dela. Mentre Rufy rimane intrappolato, Mr. 5 e Miss Valentine sconfiggono Karl e Usop e catturano Bibi. Vengono fatti prigionieri anche Zoro e Nami, che sono posti assieme alla principessa nel Giant Candle Service Set, un'enorme costruzione che Mr. 3 usa per trasformare i prigionieri in statue ricoprendoli di cera. Rufy riesce a liberarsi e, dopo una lunga battaglia, sconfigge tutti i membri della Baroque Works insieme a Usop e al resto dell'equipaggio. Altrove, l'ignaro Sanji trova un lumacofono. |                                     |                                         |
| 15 | Avanti sempre e comunque! 「まっすぐ!!!」 - Massugu!!! | 4 settembre 2000 ISBN 4-08-873009-7 | 4 settembre 2002 ISBN 978-88-6420-828-2 |
| 15 | Capitoli - 127. I lumacofoni (電伝虫?, Dendenmushi) - 128. L'orgoglio della bandiera pirata (海賊旗?, Hokori) - 129. Avanti sempre e comunque! (まっすぐ!!!?, Massugu!!!) - 130. Alla massima velocità (最高速度?, Saikō sokudo) - 131. Blik Wapol (ブリキのワポル?, Buriki no Waporu) - 132. Hai visto? (ね?, Ne) - 133. Avventura nel paese senza nome (名もなき国の冒険?, Namonaki kuni no bōken) - 134. La dottoressa Kureha (Dr.くれは?, Dr. Kureha) - 135. Lapin (ラパーン?, Rapān) - 136. Un uomo chiamato Dorton (ドルトンという男?, Doruton to iu otoko) |                                     |                                         |
| 15 | Trama Sanji, dopo essersi liberato di Mr. 13 e Miss Friday, parla tramite un lumacofono con Mr. 0 e, fingendosi Mr. 3, gli dice di aver eliminato Bibi e la ciurma. All'interno del nascondiglio di Mr. 3 egli trova anche un Eternal Pose. Mentre Brogi piange di fronte a Dori, questi riprende i sensi; dopo aver aiutato la ciurma a lasciare l'isola i due giganti possono così riprendere il loro secolare combattimento. In mare, Nami si ammala gravemente di una rara malattia tropicale e la ciurma, spinta anche da Bibi, decide di abbandonare la rotta per Alabasta alla ricerca di un dottore. Dopo aver incrociato una nave pirata capitanata da Wapol, il quale ha mangiato il frutto del diavolo Gnam Gnam che gli permette di ingerire qualsiasi cosa, la ciurma giunge sull'isola invernale di Drum. Il governatore Dorton spiega che l'unico dottore presente è Kureha, che vive sul monte più alto dell'isola. Sanji e Rufy, con Nami in spalla, scalano la montagna e affrontano la fauna locale per raggiungere la dottoressa. Mentre Dorton racconta la storia dell'isola a Bibi e Usop, Wapol ritorna a Drum per riprendersi il titolo di re, precedentemente in suo possesso prima di essere scacciato dal pirata Barbanera. |                                     |                                         |
| 16 | La volontà ereditata 「受け継がれる意志」 - Uketugareru ishi | 4 dicembre 2000 ISBN 4-08-873045-3  | 3 ottobre 2002 ISBN 978-88-6420-751-3   |
| 16 | Capitoli - 137. La valanga (雪崩?, Nadare) - 138. Il picco (頂上?, Chōjō) - 139. Arriva Tony-Tony Chopper (トニートニー・チョッパー登場?, Tonītonī Choppā tōjō) - 140. Vita nel castello innevato (雪の住む城?, Yuki no sumu shiro) - 141. Il medicastro (ヤブ医者?, Yabu isha) - 142. Il teschio e il ciliegio (ドクロと桜?, Dokuro to sakura) - 143. Gli impiastri (不器用?, Bukiyō) - 144. I racconti della neve (雪物語?, Yuki monogatari) - 145. La volontà ereditata (受け継がれる意志?, Uketsugareru ishi) |                                     |                                         |
| 16 | Trama Rufy trasporta Nami e Sanji su per la montagna, respingendo gli attacchi di Wapol grazie all'aiuto dei Lapin, conigli giganti della montagna. Giunti in cima, i tre vengono soccorsi da Kureha e da una renna dal naso blu, TonyTony Chopper, che avendo mangiato il frutto del diavolo Homo Homo è in grado di comportarsi da umano. Al suo risveglio, Nami apprende da Kureha il passato di Chopper. La renna era disprezzata da tutti, a eccezione dell'incapace dottor Hillk, che lo aveva adottato. Quando quest'ultimo stava per morire per una grave malattia, Chopper tentò di curarlo, dandogli un fungo che riteneva potesse aiutarlo. Nonostante sapesse che il fungo era in realtà velenoso, il dottore, commosso dal gesto di Chopper, lo assunse comunque per rincuorare il suo allievo. Intanto, Wapol decise di attirare lui e Kureha, gli ultimi due dottori non ancora sotto il suo controllo, al suo palazzo con uno stratagemma. Sul posto Hillk si fece esplodere per protesta e Chopper, in preda alla rabbia, tentò di vendicarlo venendo fermato da Dorton, allora agli ordini di Wapol. Chopper andò a vivere con Kureha, che accettò di insegnargli la medicina, mentre Dorton, giudicato un traditore, venne imprigionato. |                                     |                                         |
| 17 | I ciliegi di Hillk 「ヒルルクの桜」 - Hiruruku no sakura | 2 febbraio 2001 ISBN 4-08-873073-9  | 3 novembre 2002 ISBN 978-88-6420-752-0  |
| 17 | Capitoli - 146. Guerra di resistenza (国防戦?, Kokubōsen) - 147. Falsi maledetti! (ウソッパチ?, Usoppachi) - 148. Non lo puoi spezzare! (折れない?, Orenai) - 149. Rumble! (RUMBLE!!?) - 150. Il Royal Drum Crown, il cannone di latta a sette canne (ロイヤルドラムクラウン７連散弾ブリキング大砲?, Roiyaru Doramu Kuraun nana-ren shotto Burikingu kyanon) - 151. Il cielo di Drum (ドラムの空?, Doramu no sora) - 152. Luna piena (満月?, Mangetsu) - 153. I ciliegi di Hillk (ヒルルクの桜?, Hiruruku no sakura) - 154. Si parte per Alabasta! (アラバスタへ?, Arabasuta e) - 155. Il pirata chiamato 'The Crocodile' (海賊サー･クロコダイル?, Kaizoku Sā Kurokodairu) |                                     |                                         |
| 17 | Trama Al palazzo Rufy, Sanji e Chopper affrontano Wapol e i suoi uomini, Chess e Cromarlimo. Wapol trasforma sé stesso in una casa provvista di cannone e unisce i due scagnozzi, creando un essere a due teste e quattro braccia di nome Chessmarlimo. Chopper, ingerendo un farmaco di sua invenzione, la Rumble Ball, riesce ad aumentare il numero di trasformazioni a sua disposizione e sconfigge Chessmarlimo. Wapol si trasforma nuovamente ed entra nel castello con l'obiettivo di divorare le armi dell'armeria del castello, ma non riesce a trovare la chiave, rubata da Nami, e viene sconfitto da Rufy, che lo scaglia via dall'isola. Dopo essere stato ringraziato dagli abitanti di Drum, Chopper si unisce ai pirati di Rufy; mentre questi si dirigono verso la Merry per raggiungere Alabasta, la dottoressa Kureha usa i cannoni del castello per ricoprire l'isola di petali di ciliegio, realizzando il sogno di Hillk. Mentre sulla nave Bibi spiega ai compagni com'è organizzata la Baroque Works, Mr. 2 Von Clay parte da Little Garden dopo aver ordinato ai suoi uomini di cercare Mr. 3 e ucciderlo, come gli aveva comandato Crocodile. |                                     |                                         |
| 18 | Entra in scena Ace! 「エース登場」 - Ēsu tōjō | 4 aprile 2001 ISBN 4-08-873100-X    | 3 dicembre 2002 ISBN 978-88-6420-827-5  |
| 18 | Capitoli - 156. Gay Day! (オカマ日和?, Okama biyori) - 157. Entra in scena Ace! (エース登場?, Ēsu tōjō) - 158. Sbarco ad Alabasta (上陸のアラバスタ?, Jōriku no Arabasuta) - 159. Vieni! (来いよ?, Koi yo) - 160. Alle otto allo Spiders Café (スパイダーズカフェに８時?, Supaidāzu Kafe ni hachi-ji) - 161. Elumalu, la città verde (緑の町エルマル?, Midori no machi Erumaru) - 162. Avventura nel regno di sabbia (砂の国の冒険?, Suna no kuni no bōken) - 163. Yuba, la città dei rivoltosi (反乱軍の町ユバ?, Hanran-gun no machi Yuba) - 164. Io amo il mio paese! (国が好き?, Kuni ga suki) - 165. Un’operazione chiamata Utopia (作戦名ユートピア?, Sakusenmei Yūtopia) - 166. Rufy contro Bibi (ルフィ VS ビビ?, Rufi VS Bibi) |                                     |                                         |
| 18 | Trama La ciurma di Cappello di paglia incontra Mr 2, che all'oscuro delle reciproche affiliazioni contrastanti mostra loro la sua capacità di mimare l'aspetto altrui. Dopo la sua partenza, Bibi rivela agli altri l'identità di Mr. 2 e il gruppo decide di attuare uno stratagemma per prevenire che egli li impersoni. La ciurma sbarca ad Alabasta con l'obiettivo di raggiungere Kosa, il capo dei rivoltosi e amico d'infanzia di Bibi. Rufy parte alla ricerca di qualcosa da mangiare e incontra suo fratello maggiore, il pirata Portuguese D. Ace, riuscendo grazie a lui a sfuggire al capitano Smoker. I più forti agenti della Baroque Works si riuniscono presso un bar nel deserto e da lì raggiungono la città di Rainbase per incontrare il loro capo. Intanto, la ciurma attraversa il deserto per raggiungere Yuba, luogo dove si sarebbe dovuta trovare la base dei ribelli, ma scoprono che la città è completamente abbandonata. A Rainbase, Crocodile rivela la sua identità ai suoi agenti e Mr. 3 fa rapporto sul suo fallimento a Little Garden. Contrariato, Crocodile dà il suo sottoposto in pasto a uno dei suoi giganteschi coccodrilli. Rufy convince Bibi che è inutile cercare di fermare i rivoltosi e che bisogna sconfiggere Crocodile. |                                     |                                         |
| 19 | L'onda della rivolta 「反乱」 - Uneri | 4 luglio 2001 ISBN 4-08-873133-6    | 4 gennaio 2003 ISBN 978-88-6420-826-8   |
| 19 | Capitoli - 167. La linea del fronte (戦線?, Sensen) - 168. Rainbase, la città del sogno (夢の町 レインベース?, Yume no Machi Reinbēsu) - 169. Il guerriero più forte del regno (王国最強の戦士?, Ōkoku Saikyō no Senshi) - 170. Si comincia! (始まる?, Hajimaru) - 171. Kosa, il leader dei rivoltosi (反乱軍統率者コーザ?, Hanran-Gun Rīdā Kōza) - 172. Rivolta (反乱?, Uneri) - 173. Coccobanana (バナナワニ?, Bananawani) - 174. Mister Prince (Mr. プリンス?, Mr. Purinsu) - 175. Liberi! (解放?, Kaihō) - 176. Rush! (Rush!!?) |                                     |                                         |
| 19 | Trama A Rainbase, i membri della ciurma vengono attaccati dagli uomini della Baroque Works e dai marine di Smoker. Rufy, Nami, Zoro, Usop e Smoker entrano nel casinò di Crocodile, dove vengono rinchiusi da Mr. 0 in una prigione di agalmatolite, materiale che annulla i poteri dei Frutti del Diavolo. Intanto Miss All Sunday cattura Bibi dopo aver sconfitto Pell, uno degli uomini del re che ha mangiato il frutto del diavolo Avis Avis modello Falco. Crocodile mette dunque in moto il suo piano; il re Nefertari Cobra viene rapito e i ribelli vengono forniti di armi mentre Mr. 2, assunto l'aspetto del sovrano, li provoca fino a spingerli ad attaccare la capitale Alubarna. Crocodile si allontana, lasciando i prigionieri circondati dai coccodrilli giganti nella stanza che si sta riempiendo d'acqua. Chopper attira Crocodile lontano dal casinò mentre Sanji raggiunge gli altri e affronta i coccodrilli; uno di questi sputa Mr. 3, che Sanji costringe a creare una chiave di cera per aprire la gabbia. Smoker, ora al corrente del piano di Mr. 0, chiama rinforzi permettendo ai pirati di fuggire. Mentre la ciurma si dirige verso Alubarna, Rufy rimane indietro per affrontare Crocodile. |                                     |                                         |
| 20 | Battaglia decisiva in Alubarna 「決戦はアルバーナ」 - Kessen wa Arubāna | 4 settembre 2001 ISBN 4-08-873158-1 | 3 febbraio 2003 ISBN 978-88-6420-825-1  |
| 20 | Capitoli - 177. Trenta milioni contro ottantuno (3000万 VS 8100万?, Sanzenman VS hassenichihyakuman) - 178. Livello Rotta Maggiore (LEVEL. G・L?, LEVEL. Gurando Rain) - 179. Battaglia decisiva in Alubarna (決戦はアルバーナ?, Kessen wa Arubāna) - 180. Animal Land Alabasta! (アラバスタ動物ランド?, Arabasuta dōbutsu Rando) - 181. Le super anatre (超カルガモクイズ?, Chōkarugamo kuizu) - 182. Urla rabbiose! (怒号?, Dogō) - 183. Karl il comandante! (カルー隊長?, Karū-taichō) - 184. I tunnel della talpa nella zona del battitore (モグラ塚４番街?, Mogurazuka yonban-gai) - 185. Guarda guarda (へーそう?, Hē sō) - 186. Four (4?) |                                     |                                         |
| 20 | Trama Rufy colpisce Crocodile svariate volte, ma grazie all'abilità del frutto del diavolo Sand Sand il membro della Flotta dei Sette si rende intangibile e non subisce danni. Cappello di paglia viene trafitto dall'uncino del suo avversario e lasciato in balia di un vortice di sabbia, ma viene salvato da Miss All Sunday. Grazie all'aiuto di molti animali, la ciurma e Bibi riescono ad accelerare la loro marcia verso Alubarna. Alle porte della capitale, gli Official Agents tentano di fermare Bibi, ma vengono ingannati e divisi dai componenti della ciurma che si erano travestiti. Bibi cerca di fermare i rivoltosi, ma viene travolta non essendo stata sentita. Inseguita da Mr. 2, riesce a sfuggirgli grazie all'intervento di Sanji, mentre Usop e Chopper sconfiggono Mr. 4, potentissimo battitore, e Miss Merry Christmas, che possiede l'abilità del frutto del diavolo Mole Mole che le permette di trasformarsi in una talpa. |                                     |                                         |

## Volumi 21-30
| Nº | Titolo italiano Giapponese 「Kanji」 - Rōmaji | Data di prima pubblicazione         | Data di prima pubblicazione            |
| Nº | Titolo italiano Giapponese 「Kanji」 - Rōmaji | Giapponese                          | Italiano                               |
| 21 | Utopia! 「理想郷」 - Risōkyō | 4 dicembre 2001 ISBN 4-08-873194-8  | 3 marzo 2003 ISBN 978-88-6420-824-4    |
| 21 | Capitoli - 187. Perfetta parità (互角?, Gokaku) - 188. Kung Fu gay (オカマ拳法?, Okama kenpō) - 189. Two (2?) - 190. Clima Takt (天候棒?, Kurima Takuto) - 191. La donna che manovrava il tempo (天候を操る女?, Tenkō o ayatsuru onna) - 192. Turbine in arrivo! (旋風注意報?, Senpū chūi hō) - 193. Utopia! (理想郷?, Risōkyō) - 194. Tagliare l'acciaio! (鉄を斬る?, Tetsu o kiru) - 195. Mister samurai (Mr. 武士道?, Mr. bushidō) |                                     |                                        |
| 21 | Trama Sanji viene messo in seria difficoltà da Mr. 2 quando quest'ultimo si rende conto che, assumendo l'aspetto di Nami, il pirata non riesce a colpirlo, ma notando che il suo avversario deve riassumere le sue sembianze prima di attaccarlo il cuoco riesce ad avere la meglio. Intanto Nami affronta Miss Doublefinger, che ha mangiato il frutto del diavolo Ago Ago, che le permette di far spuntare degli aculei in ogni punto del suo corpo; la navigatrice appare in notevole difficoltà, ma grazie al Clima Tact, costruito da Usop, riesce a prevalere sulla sua avversaria. Zoro si batte con il potente Mr. 1, che grazie al frutto del diavolo Lama Lama può rendere il suo corpo duro come l'acciaio, riuscendo a trovare la concentrazione necessaria per sconfiggerlo pensando al suo maestro. Nel frattempo Bibi raggiunge la guardia Chaka a palazzo, ma prima che i due riescano a fermare gli scontri appaiono Crocodile e Miss All Sunday, che rivelano di volersi in realtà impossessare dell'arma ancestrale Pluton. |                                     |                                        |
| 22 | Hope! 「HOPE!!」 | 4 febbraio 2002 ISBN 4-08-873222-7  | 3 aprile 2003 ISBN 978-88-6420-823-7   |
| 22 | Capitoli - 196. One (1?) - 197. I leader (統率者達?, Tōsotsushatachi) - 198. Ore quattro e un quarto del pomeriggio (午後四時十五分?, Gogo yo-ji jūgo-fun) - 199. Hope! (HOPE!!?) - 200. Rufy l'acquatico (水ルフィ?, Mizu Rufi) - 201. Nico Robin (ニコ ・ ロビン?, Niko Robin) - 202. La tomba della famiglia reale (王家の墓?, Ōke no haka) - 203. Sento puzza di coccodrillo! (ワニっぽい?, Wanippoi) - 204. Red (RED?) - 205. Il nascondiglio segreto della banda dei ragazzini (砂砂団秘密基地?, Suna-suna-dan himitsu kichi) |                                     |                                        |
| 22 | Trama Kosa e Bibi tentano, senza successo, di fermare il conflitto. Crocodile rivela di aver nascosto una bomba nella capitale, allo scopo di uccidere sia i ribelli che l'esercito reale, e Bibi e i membri della ciurma si mettono subito alla ricerca di essa. Nel frattempo Rufy, ripresosi dal precedente scontro, inizia a battersi con Crocodile; grazie a un barile d'acqua che porta sulla schiena, Cappello di paglia questa volta riesce a danneggiare il suo avversario, incapace di rendersi intangibile se bagnato. Intanto, Miss All Sunday costringe Cobra a condurla al Poignee Griffe, un monolite su cui è incisa l'ubicazione di Pluton. Liberatosi di Rufy, Crocodile raggiunge Miss All Sunday, che è l'unica in grado di tradurre le iscrizioni sul Poignee Griffe. Nonostante sappia bene che su di esso è riportata l'ubicazione, la donna finge che vi sia narrata la storia del regno di Alabasta, facendo infuriare Crocodile che la trafigge con il suo uncino. Rufy, arrivato sul posto, riprende lo scontro col membro della Flotta dei Sette e, grazie al sangue delle sue ferite, riesce a colpirlo. Intanto Bibi scopre l'ubicazione della bomba, cioè il campanile in cui si nascondeva da piccola con i suoi amici. Grazie all'aiuto di Usop, tutta la ciurma riesce a radunarsi, ma rimane poco tempo per raggiungere la bomba.                                                                                              |                                     |                                        |
| 23 | La grande avventura di Bibi 「ビビの冒険」 - Bibi no bōken | 4 aprile 2002 ISBN 4-08-873252-9    | 3 maggio 2003 ISBN 978-88-6420-822-0   |
| 23 | Capitoli - 206. Fuoco alle polveri! (点火?, Tenka) - 207. Incubo! (悪夢?, Akumu) - 208. La divinità protettrice! (守護神?, Shugoshin) - 209. Ormai ti ho superato! (越えて行く?, Koete yuku) - 210. Zero (0?) - 211. Il re (王?, Ō) - 212. Un po' di giustizia (いくつかの正義?, Ikutsuka no seigi) - 213. Vip (VIP?) - 214. Strategia per fuggire dal paese della sabbia! (砂の国脱出作戦?, Suna no kuni dasshutsu Sakusen) - 215. Last Waltz (Last Waltz?, Rasuto Warutsu) - 216. La grande avventura di Bibi (ビビの冒険?, Bibi no bōken) |                                     |                                        |
| 23 | Trama Bibi grazie all'aiuto dei compagni riesce a scalare il campanile dove è nascosta la bomba, ma dopo aver sconfitto i due agenti che la proteggevano, Mr. 7 e Miss Father's Day, si rende conto di non avere tempo a sufficienza per disinnescarla. Pell salva la città, portando in cielo la bomba e sacrificandosi. Rufy riesce a sconfiggere Crocodile e salva Miss All Sunday dalla grotta che stava crollando, mentre la caduta di una pioggia scrosciante pone fine al conflitto. Grazie alla testimonianza di Igaram, Crocodile e i suoi agenti vengono imprigionati. Nel frattempo Smoker insieme all'amica Hina si ricongiunge con Tashigi, che prova vergogna per aver lasciato a piede libero la ciurma di Rufy, e la rassicura perché lei ha compiuto ciò che riteneva giusto; i due inoltre rifiutano una promozione della Marina per la liberazione del regno, dando il merito dell'impresa alla ciurma di Rufy. Dopo essersi ripresi e dopo alcuni festeggiamenti, i pirati sono costretti a fuggire dall'isola per evitare la Marina, che ha attribuito a Rufy una taglia da cento milioni e a Zoro una da sessanta. Usop crea un varco affondando la nave della Marina con Jango e Fullbody, diventati ora reclute di Hina, mentre Mr. 2 distrae i marine dimostrando la sua amicizia. Utilizzando il simbolo che si erano tatuati prima di arrivare ad Alabasta, i pirati di Rufy salutano Bibi prima di partire a bordo della Going Merry. |                                     |                                        |
| 24 | I sogni delle persone 「人の夢」 - Hito no yume | 4 luglio 2002 ISBN 4-08-873282-0    | 3 dicembre 2003 ISBN 978-88-6420-821-3 |
| 24 | Capitoli - 217. Il clandestino (密航者?, Mikkōsha) - 218. Il motivo per cui il Logpose è sferico (「記録指針」が丸い理由?, "Rogu Pōsu" ga marui wake) - 219. King Salvage Mashira (サルベージ王マシラ?, Sarubēji-ō Mashira) - 220. Passeggiata negli abissi (海底散歩?, Kaitei sanpo) - 221. Il mostro (怪物?, Kaibutsu) - 222. Il grande rookie (大型ルーキー?, Ōgata rūkī) - 223. Prometto solennemente che non scatenerò risse in questa città (ワタクシはこの町では決してケンカしないと誓います?, Watakushi wa kono machi de wa kesshite kenka shinai to chikaimasu) - 224. Vietato sognare (夢を見るな?, Yume o Miruna) - 225. I sogni delle persone (人の夢?, Hito no yume) - 226. Capitan Orangutan, il re dei ricercatori degli abissi (海底探索王ショウジョウ?, Kaitei tansaku-ō Shōjō) |                                     |                                        |
| 24 | Trama Dopo essere partiti da Alabasta i pirati di Cappello di paglia trovano Miss All Sunday, il cui vero nome è Nico Robin, a bordo della nave. La donna afferma di volersi unire alla ciurma e Rufy accetta. In quel momento, una nave cade dal cielo, e dall'analisi del relitto la ciurma viene a sapere che proviene da Skypiea, un'isola nel cielo. Dopo essersi scontrata con i pirati sommozzatori Mashira e Orangutan, la ciurma si dirige alla vicina isola di Jaya per fare rifornimento e ottenere informazioni su Skypiea. Sull'isola Rufy, Zoro e Nami incontrano il perfidoBellamy, un pirata che ridicolizza il sogno di Rufy di diventare il Re dei pirati. Rufy e Zoro si lasciano picchiare senza reagire, non reputando Bellamy un degno avversario; insieme a Nami i due vengono rincuorati dal bonario Marshall D. Teach, che li invita a non abbandonare mai i loro sogni. Successivamente Rufy decide di incontrare un uomo che sa come raggiungere l'isola nel cielo. |                                     |                                        |
| 25 | L'uomo da cento milioni di Berry 「一億の男」 - Ichioku no otoko | 4 settembre 2002 ISBN 4-08-873313-4 | 3 febbraio 2004 ISBN 978-88-6420-820-6 |
| 25 | Capitoli - 227. Noland il bugiardo (うそつきノーランド?, Usotsuki Nōrando) - 228. Montblanc Cricket, l'ultimo boss della coalizione della montagna delle scimmie (「猿山連合軍最終園長」モンブラン・クリケット?, "Saruyama rengō-gun rasuto bosu" Monburan Kuriketto) - 229. Andiamo a mangiare! (メシを食おう?, Meshi o kuō) - 230. All'inseguimento del South Bird! (サウスバードを追え!!?, Sausubādo o oe!!) - 231. "Iena" Bellamy (ハイエナのベラミー?, Haiena no Beramī) - 232. L'uomo da cento milioni di Berry! (一億の男?, Ichioku no otoko) - 233. La massima autorità mondiale (世界最高権力?, Sekai saikō kenryoku) - 234. Abbiate l'accortezza di non dimenticarlo... (ご記憶下さいます様に?, Gokioku kudasaimasu yō ni) - 235. Knock Up Stream (突き上げる海流?, Nokku Appu Sutorīmu) - 236. La nave solca il cielo! (船は空をゆく?, Fune wa sora o yuku) |                                     |                                        |
| 25 | Trama La ciurma incontra Montblanc Cricket, un discendente di colui che ha scoperto un'isola piena d'oro, Montblanc Noland. Nonostante il suo antenato sia ritenuto da tutti un bugiardo, Cricket è costantemente alla ricerca di oggetti che provino l'esistenza di tale luogo, aiutato da Mashira e Orangutan. Per raggiungere Skypiea, la ciurma deve cavalcare una potente e pericolosa corrente, nota come Knock-Up Stream, ma prima deve localizzare un particolare uccello che gli faccia da guida. Mentre i pirati di Cappello di paglia sono alla ricerca dell'uccello, Bellamy attacca e deruba Cricket e i suoi uomini; scoperto l'accaduto, Rufy affronta e sconfigge Bellamy con un solo pugno. La ciurma parte quindi alla volta di Skypiea, riuscendo anche a sfuggire all'inseguimento di Marshall D. Teach, che si rivela essere il pirata Barbanera. Nel frattempo il governo cerca un sostituto per Crocodile nella Flotta dei Sette, mentre Shanks tenta di contattare il capitano di Ace, il leggendario pirata Barbabianca. |                                     |                                        |
| 26 | Avventura nell'isola degli Dei 「神の島の冒険」 - Kami no shima no bōken | 4 dicembre 2002 ISBN 4-08-873336-3  | 1º aprile 2004 ISBN 978-88-6420-819-0  |
| 26 | Capitoli - 237. Al di là delle nuvole (上空にて?, Jōkū nite) - 238. La porta del paradiso (天国の門?, Tengoku no mon) - 239. Angel Beach (エンジェルビーチ?, Enjeru Bīchi) - 240. Dial Energy! (ダイアル・エネルギー?, Daiaru Enerugī) - 241. La sentenza divina (天の裁き?, Ten no sabaki) - 242. Criminali di seconda classe (第2級犯罪者?, Dainikyū hanzaisha) - 243. La prova (試練?, Shiren) - 244. S.O.S. (SOS?) - 245. Avventura nell'isola degli Dei (神の島の冒険?, Kami no shima no bōken) - 246. Satori, il sacerdote della foresta perduta (迷いの森の神官サトリ?, Mayoi no mori no shinkan Satori) |                                     |                                        |
| 26 | Trama La ciurma riesce a raggiungere il mare del cielo e, poco dopo il suo arrivo, viene a contatto con gli abitanti di Skypiea, gli ostili nativi Shandia e i più amichevoli e civilizzati abitanti di Angel Island. Mentre il gruppo si intrattiene con la giovane Konis e suo padre Pagaya, imparando la storia del posto e le tecnologie che lo caratterizzano, Nami esplora il mare bianco. La ragazza riesce a raggiungere l'Upper Yard, ma si rende conto che l'arrivo della ciurma è stato giudicato illegale e che i suoi componenti sono ricercati. Nonostante riescano a sfuggire all'iniziale tentativo di arresto, la nave e parte dell'equipaggio vengono portati nel cuore di Skypiea, dove verranno giudicati dal dio Ener, sovrano dell'isola. Nel tentativo di liberare i loro compagni, Rufy, Sanji e Usop si dirigono all'Upper Yard. |                                     |                                        |
| 27 | Ouverture 「序曲」 - Ōbāchua | 4 febbraio 2003 ISBN 4-08-873379-7  | 3 giugno 2004 ISBN 978-88-6420-818-3   |
| 27 | Capitoli - 247. La prova della sfera (玉の試練?, Tama no shiren) - 248. L’ex-divinità contro il sacerdote (元神様VS神官?, Moto kami-sama VS shinkan) - 249. Il villaggio nascosto tra le nuvole (雲隠れの村?, Kumogakure no mura) - 250. Le sfere di Dragon (玉ドラゴン?, Tama Doragon) - 251. Ouverture (序曲?, Ōbāchua) - 252. Junction (JUNCTION?) - 253. Warth (ヴァース?, Vāsu) - 254. Alubade (夜明曲?, Ōbādo) - 255. Il team ricerca ed il pitone (うわばみと探索組?, Uwabami to tansaku chīmu) |                                     |                                        |
| 27 | Trama Entrando nell'Upper Yard, Rufy, Sanji e Usop causano l'ira dei quattro sacerdoti di Ener. Mentre i tre affrontano il sacerdote Satori, Chopper combatte il suo collega Shura venendo salvato dal precedente dio, Gan Forr. Intanto Rufy riesce a sconfiggere Satori e il suo gruppo si riunisce col resto della ciurma, la quale nel frattempo ha scoperto che l'Upper Yard è in realtà un pezzo dell'isola di Jaya scaraventata in cielo dalla Knock-up Stream. Una volta guarito dalle ferite del combattimento, Gan Forr informa i pirati che, da qualche parte a Skypiea, è nascosta una città dorata. Mentre sono alla ricerca della città, i pirati si ritrovano in mezzo a una battaglia decisiva tra gli Shandia e le forze di Ener. Nami, Usop e Sanji circumnavigano l'Upper Yard a bordo della Going Merry, mentre Rufy, Zoro, Robin e Chopper si dirigono a piedi nella città d'oro, salvo poi dividersi dopo l'apparizione di un gigantesco serpente. |                                     |                                        |
| 28 | Wiper, demonio combattente 「「戦鬼」ワイパー」 - "Senki" Waipā | 1º maggio 2003 ISBN 4-08-873418-1   | 2 agosto 2004 ISBN 978-88-6420-817-6   |
| 28 | Capitoli - 256. Wiper, demonio combattente (「戦鬼」ワイパー?, "Senki" Waipā) - 257. Dial battle (貝バトル?, Daiaru Batoru) - 258. Molteplici direzioni a sud (いろんな南?, Iron na minami) - 259. Zoro il pirata contro Braham il guerriero! (海賊ゾロvs戦士ブラハム?, Kaizoku Zoro vs senshi Burahamu) - 260. Rufy il pirata contro Wiper, demonio combattente! (海賊ルフィvs戦鬼ワイパー?, Kaizoku Rufi vs senki Waipā) - 261. Genbo il guerriero contro Yama, il comandante dell'esercito dei sacri guerrieri! (戦士ゲンボウvs神兵長ヤマ?, Senshi Genbō vs shinpeichō Yama) - 262. Chopper il pirata contro Gedatsu il sacerdote! (海賊チョッパーvs神官ゲダツ?, Kaizoku Choppā vs shinkan Gedatsu) - 263. Nami la piratessa e lo strano cavaliere contro Hotori e Kotori, i vicecomandanti dell'esercito dei sacri guerrieri! (海賊ナミと変な騎士vs副神兵長ホトリとコトリ?, Kaizoku Nami to hen na kishi vs fukushinpeichō Hotori to Kotori) - 264. Kamakiri il guerriero contro God Ener! (戦士カマキリvs神・エネル?, Senshi Kamakiri vs Goddo Eneru) |                                     |                                        |
| 28 | Trama Dopo aver facilmente sconfitto Sanji e Usop, Ener scommette che, dopo tre ore di scontri, rimarranno solo cinque guerrieri degli ottantuno attualmente in campo. Wiper, il capo dei guerrieri Shandia, riesce a sconfiggere Shura mentre Zoro affronta il suo braccio destro Braham. Rufy incontra Wiper iniziando a battersi con lui, ma viene ingoiato da Nola, il gigantesco serpente. Mentre gli scontri infuriano Chopper affronta il sacerdote Gedatsu, Gan Forr e Nami combattono contro due sottoposti di Ener e i guerrieri Shandia Kamakiri e Genbo vengono sconfitti da Ener e dal sottoposto Yama. |                                     |                                        |
| 29 | Oratorio 「聖譚曲」 - Oratorio | 4 luglio 2003 ISBN 4-08-873480-7    | 1º ottobre 2004 ISBN 978-88-6420-816-9 |
| 29 | Capitoli - 265. Robin la piratessa contro Yama, il comandante dell'esercito dei sacri guerrieri (海賊ロビンvs神兵長ヤマ?, Kaizoku Robin vs shinpeichō Yama) - 266. Chopper il pirata contro Ohm il sacerdote (海賊チョッパーvs神官オーム?, Kaizoku Choppā vs shinkan Ōmu) - 267. Marcia (行進曲?, Māchi) - 268. Suite (組曲?, Suwīto) - 269. Concerto (協奏曲?, Koncheruto) - 270. Serenata (小夜曲?, Serenāde) - 271. Zoro il pirata contro Ohm il sacerdote (海賊ゾロvs神官オーム?, Kaizoku Zoro vs shinkan Ōmu) - 272. Play (戯曲?, Purei) - 273. Quintetto (五重奏?, Kuintetto) - 274. Oratorio (聖譚曲?, Oratorio) - 275. Divina Commedia (神曲?, Dibīna Komeidia) |                                     |                                        |
| 29 | Trama Ener inizia a sconfiggere un gran numero di guerrieri contribuendo a far avverare la sua predizione mentre Konis, Pagaya e la piccola Aisa raggiungono il campo di battaglia. Dopo aver sconfitto Yama, Nico Robin riesce a trovare la città d'oro e scopre che tutto l'oro che una volta conteneva è sparito mentre Zoro sconfigge il sacerdote Ohm. Nami, Aisa, Gan Forr e il suo uccello Pierre vengono divorati dal grosso serpente in cui si trova anche Rufy e solo la navigatrice e il cavaliere riescono a fuggire. Ener rivela il suo piano, che consiste nel distruggere l'isola nel cielo e fuggire verso il Warth fatato con la sua nave volante fatta interamente d'oro, l'Arca Maxim. Utilizzando i poteri del frutto del diavolo Rombo Rombo, Ener riduce a cinque il numero di persone ancora in piedi, ovvero Robin, Gan Forr, Zoro, Wiper e Nami, ma i primi quattro lo affrontano costringendolo ad abbatterli. |                                     |                                        |
| 30 | Capriccio 「狂想曲」 - Kapuricchio | 3 ottobre 2003 ISBN 4-08-873502-1   | 2 dicembre 2004 ISBN 978-88-6420-974-6 |
| 30 | Capitoli - 276. Shandia Rhythm (SHANDIA RHYTHM?) - 277. Maxim (箴言?, Makushimu) - 278. Konis (コニス?, Konisu) - 279. Rufy il pirata contro Ener il Dio! (海賊ルフィvs神・エネル?, Kaizoku Rufi vs Goddo Eneru) - 280. Decollo! (浮上?, Fujō) - 281. Despair! (デスピア?, Desupia) - 282. Desiderio! (望み?, Nozomi) - 283. In prima linea nel salvataggio in nome dell'amore! (恋の救出前線?, Koi no kyūshutsu zensen) - 284. Volevo ringraziarti... (悪ィな?, Warī na) - 285. Capriccio (狂想曲?, Kapuricchio) |                                     |                                        |
| 30 | Trama Nami convince Ener a risparmiarla e a portarla con lui. Rufy riesce a uscire da Nola e una volta raggiunto Ener inizia battersi con lui, scoprendo di essere avvantaggiato poiché il suo corpo di gomma lo rende immune dagli attacchi basati sull'elettricità del suo avversario. Tuttavia Ener intrappola il braccio di Cappello di paglia in un'enorme palla d'oro e riesce a farlo cadere dall'Arca Maxim. Mentre Ener si prepara a distruggere l'isola nel cielo, Sanji e Usop riescono a salire sull'arca con l'intenzione di salvare Nami e distraggono Ener sufficientemente a lungo da dare il tempo agli abitanti dell'isola di fuggire. |                                     |                                        |

## Volumi 31-40
| Nº | Titolo italiano Giapponese 「Kanji」 - Rōmaji | Data di prima pubblicazione         | Data di prima pubblicazione             |
| Nº | Titolo italiano Giapponese 「Kanji」 - Rōmaji | Giapponese                          | Italiano                                |
| 31 | Saremo sempre qui! 「ここにいる」 - Koko ni iru | 19 dicembre 2003 ISBN 4-08-873551-X | 2 febbraio 2005 ISBN 978-88-6420-807-7  |
| 31 | Capitoli - 286. Il mostro di Shandora (シャンドラの魔物?, Shandora no mamono) - 287. L'assassinio del Dio (神殺し?, Kamigoroshi) - 288. La maledizione (祟り?, Tatari) - 289. Luna piena (望月?, Bōgetsu) - 290. La luce di Shandora (シャンドラの灯?, Shandora no hi) - 291. Saremo sempre qui! (ここにいる?, Koko ni iru) - 292. Appuntamento alla falce di luna nascosta dalle nuvole (あふことは片われ月の雲隠れ?, Au koto wa katawarezuki no kumogakure) - 293. Bolero (舞曲?, Borero) - 294. E la luce sia (雷迎?, Raigō) - 295. Giant Jack (巨大豆蔓?, Jaianto Jakku) |                                     |                                         |
| 31 | Trama Quattrocento anni prima che la ciurma di Rufy arrivasse sull'isola nel cielo, Montblanc Noland giunse a Skypiea quando questa faceva ancora parte di Jaya. Qui Noland trovò gli Shandia, che erano affetti da una terribile malattia. Dopo averli curati, Noland e la sua ciurma strinsero amicizia con gli indigeni, in particolare con Calgara, il più forte dei guerrieri, e quando furono costretti a ritornare a casa gli abitanti dell'isola gli promisero che per facilitare il loro ritorno avrebbero fatto risuonare la campana d'oro. Poco dopo Skypiea fu lanciata in cielo e gli abitanti di Angel Island espulsero gli Shandia dalla loro terra natia uccidendo Calgara, mentre Noland venne ritenuto un bugiardo e giustiziato. Essendo intenzionato a far risuonare la campana per far sapere a Cricket che Noland aveva ragione, Rufy si appresta ad affrontare nuovamente Ener proprio mentre questi si prepara a lanciare il suo colpo finale. |                                     |                                         |
| 32 | Canto d'amore 「島の歌声」 - Rabu songu | 4 marzo 2004 ISBN 4-08-873571-4     | 4 aprile 2005 ISBN 978-88-6420-808-4    |
| 32 | Capitoli - 296. Situazione ad alta quota (最空局面?, Saikū kyokumen) - 297. Preghiere alla grande terra (大地讃称?, Daichi sanshō) - 298. Canto d'amore (島の歌声?, Rabu songu) - 299. Fantasia (幻想曲?, Fantajia) - 300. Sinfonia (交響曲?, Shinfonī) - 301. Io sono stato qui (我ここに至る?, Ware koko ni itaru) - 302. Finale (最終楽章?, Fināre) - 303. La banda di pirati ricchi sfondati (金持ち海賊団?, Kanemochi kaizoku-dan) - 304. Avventura a Long Island (長い島の冒険?, Nagai Shima no bōken) - 305. Foxy, la volpe d'argento (銀ギツネのフォクシー?, Gingitsune no Fokushī) |                                     |                                         |
| 32 | Trama Proprio quando la distruzione di Skypiea è imminente, Rufy riesce a raggiungere e sconfiggere Ener e a suonare la campana d'oro, confermando a Cricket la veridicità delle parole del suo antenato e mettendo fine alla guerra. Gli abitanti dell'isola nel cielo e gli Shandia festeggiano assieme alla ciurma, mentre Gan Forr riprende la sua posizione di dio ed Ener prosegue il suo viaggio verso il Warth fatato, ovvero la Luna. I pirati di Cappello di paglia fuggono rubando l'oro da Skypiea, nonostante gli abitanti avessero già deciso, a loro insaputa, di donarglielo come ricompensa per averli salvati. Nel frattempo, sull'isola di Jaya, il membro della Flotta dei Sette Donquijote Do Flamingo punisce Bellamy per essersi fatto battere da Rufy. Ritornati nel mare blu, la ciurma sbarca su Longring Longland, un'isola dove gli animali sono molto più lunghi o molto più alti del normale. Qui incontrano un vecchio di nome Tonjit che racconta loro la storia del luogo. Successivamente sull'isola sbarca il pirata Foxy, che sfida la ciurma a una competizione fra pirati. |                                     |                                         |
| 33 | Davy Back Fight! 「DAVY BACK FIGHT!!」 | 4 giugno 2004 ISBN 4-08-873593-5    | 3 giugno 2005 ISBN 978-88-6420-809-1    |
| 33 | Capitoli - 306. Donut Race!! (ドーナツレース!!?, Dōnatsu Rēsu!!) - 307. Pronti... Donut!! (レディ～イ ドーナツ!!?, Redi~i Dōnatsu!!) - 308. La grande strategia d'interferenza (妨害大作戦?, Bōgai daisakusen) - 309. I mostri del Groggy (グロッキーモンスターズ?, Gurokkī Monsutāzu) - 310. Groggy Ring!! (グロッキーリング!!?, Gurokkī Ringu!!) - 311. Gioco grossolano (ラフゲーム?, Rafu Gēmu) - 312. Goal!! (GOAL!!?) - 313. L'evento principale (MAIN EVENT?) - 314. Combattimento!! (コンバット!!!?, Konbatto!!!) - 315. La stanza segreta (秘密の部屋?, Himitsu no heya) - 316. L'anima fraterna (ブラザー魂?, Burazā sōru) |                                     |                                         |
| 33 | Trama I membri della ciurma di Foxy spiegano ai loro avversari le regole della competizione, nota come Davy Back Fight, che consiste in tre round: chiunque vince un round ha diritto a un membro della ciurma o alla bandiera della squadra opposta. A seguito della vittoria nel primo round, una corsa attorno all'isola, dovuta all'intromissione di Foxy tramite i poteri del suo frutto del diavolo che gli consentono di rallentare qualsiasi cosa per trenta secondi, la ciurma perde Chopper; Sanji e Zoro se lo riprendono vincendo il round successivo, una partita al Groggy Ring, un incrocio tra il wrestling e la pallamano. Rufy e Foxy si affrontano quindi nel round finale, un match di boxe, nel quale entrambi danno sfoggio dei rispettivi poteri. |                                     |                                         |
| 34 | Water Seven, la metropoli dell'acqua 「「水の都」ウォーターセブン」 - "Mizu no miyako" Wōtā Sebun | 4 agosto 2004 ISBN 4-08-873638-9    | 2 agosto 2005 ISBN 978-88-6420-810-7    |
| 34 | Capitoli - 317. K.O. (K.O.?) - 318. Chiusura (閉会?, Heikai) - 319. L'Ammiraglio Aokiji (海軍本部「大将」青キジ?, Kaigun honbu "Taishō" Aokiji) - 320. Massimo potere (最高戦力?, Saikō senryoku) - 321. Uno contro uno (一騎打ち?, Ikkiuchi) - 322. Puffing Tom (パッフィング・トム?, Paffingu Tomu) - 323. Water Seven, la metropoli dell'acqua (「水の都」ウォーターセブン?, "Mizu no miyako" Wōtā Sebun) - 324. Avventura nella metropoli dell'acqua (水上都市の冒険?, Suijō toshi no bōken) - 325. La Franky Family (フランキー一家?, Furankī Ikka) - 326. Il signor Iceburg (アイスバーグさん?, Aisubāgu-san) - 327. Isola dei cantieri, cantiere navale, dock numero uno (造船島造船工場1番ドック?, Zōsenjima zōsenkōjō ichiban dokku) |                                     |                                         |
| 34 | Trama Nonostante le scorrettezze dell'avversario, Rufy riesce a sconfiggere Foxy, ma decide di non prendere un membro della ciurma nemica e di impossessarsi invece della loro bandiera, sostituendola con un nuovo vessillo malamente disegnato. Poco dopo la ciurma di Cappello di paglia incontra l'ammiraglio della Marina Aokiji, un uomo molto potente e in grado di congelare tutto intorno a sé con il potere del suo frutto del diavolo. Dopo un breve scontro, nel quale Robin e Rufy vengono completamente congelati, l'ammiraglio decide di risparmiarli mettendoli in guardia sul passato dell'archeologa. Dopo essersi ripresi, i pirati raggiungono Water Seven, la metropoli dell'acqua, in cerca di un carpentiere che ripari la loro nave. In città cambiano i tesori presi a Skypiea in denaro contante e fanno stimare i danni della Going Merry dai carpentieri della Galley-La Company, che giudicano la nave danneggiata in maniera irreparabile. Nel frattempo, Robin sparisce misteriosamente. |                                     |                                         |
| 35 | Capitano 「船長」 - Kyaputen | 4 novembre 2004 ISBN 4-08-873667-2  | 4 ottobre 2005 ISBN 978-88-6420-811-4   |
| 35 | Capitoli - 328. Sequestro di pirata (海賊誘拐事件?, Kaizoku yūkai jiken) - 329. Il mio nome è Franky (おれの名は「フランキー」?, Ore no na wa "Furankī") - 330. Ho deciso (決めた?, Kimeta) - 331. La grande lite (大喧嘩?, Ōkenka) - 332. Rufy contro Usop (ルフィVSウソップ!??, Rufi VS Usoppu!?) - 333. Capitano (船長?, Kyaputen) - 334. L’incidente della camera segreta (密室の大事件?, Misshitsu no daijiken) - 335. Warning (WARNING?) - 336. Rufy contro Franky (ルフィ vs フランキー?, Rufi vs Furankī) |                                     |                                         |
| 35 | Trama Usop viene malmenato e derubato dalla Franky Family, un banda di smantellatori, e per vendicarsi la ciurma demolisce il covo dei criminali. Dopo la battaglia, Rufy decide con riluttanza di abbandonare la Going Merry; Usop, essendo particolarmente affezionato alla nave, è in disaccordo col capitano al punto tale da sfidarlo a duello. Una volta sconfitto, Usop decide di lasciare la ciurma mentre gli altri abbandonano la nave. Intanto l'annuale ondata di alta marea, nota come Aqua Laguna, sta per colpire Water Seven, e il proprietario della Galley-La Company, Iceburg, viene aggredito. Nico Robin viene identificata come la responsabile ed essendo a conoscenza del fatto che ella fa parte della ciurma di Cappello di paglia gli abitanti della città se la prendono con loro, mentre Rufy viene attaccato dal cyborg Franky, capo della Franky Family. |                                     |                                         |
| 36 | La nona giustizia 「9番目の正義」 - Kyūbanme no seigi | 4 febbraio 2005 ISBN 4-08-873768-7  | 1º dicembre 2005 ISBN 978-88-6420-812-1 |
| 36 | Capitoli - 337. Le guardie del corpo della metropoli dell'acqua (「水の都」の用心棒?, "Mizu no miyako" no yōjinbō) - 338. Coup de Vent (風来砲?, Kū do Van) - 339. Chiacchiere (うわさ?, Uwasa) - 340. La donna che porta la sventura (闇を引く女?, Yami o hiku onna) - 341. Demonio (悪魔?, Akuma) - 342. I messaggeri dell’oscurità (闇の使者?, Yami no shisha) - 343. Cypherpool nr.9 (CIPHER POL No. 9?) - 344. Poteri contrastanti (抵抗勢力?, Teikō seiryoku) - 345. Gli infiltrati (潜伏者?, Senpukusha) - 346. La nona giustizia (9番目の正義?, Kyūbanme no seigi) |                                     |                                         |
| 36 | Trama La ciurma è in fuga dagli abitanti della città e Robin è scomparsa. Per cercare di ritrovarla e di acquisire informazioni, i pirati di Cappello di paglia si introducono nel quartier generale della Galley-La Company. Una volta all'interno, i pirati scoprono che un altro gruppo di persone mascherate si è introdotto nella sede, in cerca dei progetti dell'arma ancestrale Pluton. Dopo aver sconfitto i carpentieri di guardia, gli individui mascherati si rendono conto che i progetti sono falsi e interrogano il convalescente Iceburg. Rimosse le maschere, gli intrusi si rivelano essere Robin e alcuni degli impiegati della Galley-La Company. In quanto membri dell'organizzazione governativa segreta, nota come CP9, essi si sono infiltrati nell'azienda carpentiera per impossessarsi dei progetti di Pluton. Da Iceburg apprendono che i progetti sono in possesso di Franky, suo vecchio compagno. |                                     |                                         |
| 37 | Tom 「トムさん」 - Tomu-san | 28 aprile 2005 ISBN 4-08-873802-0   | 2 febbraio 2006 ISBN 978-88-6420-813-8  |
| 37 | Capitoli - 347. Le sei tecniche (六式?, Rokushiki) - 348. Forza combattiva (戦闘力?, Sentō ryoku) - 349. Un cittadino dei tanti (一市民?, Ichi shimin) - 350. Il nascondiglio sotto il ponte (橋の下倉庫?, Hashi no shita sōko) - 351. Klabautermann (クラバウターマン?, Kurabautāman) - 352. Tom's Workers (トムズ ワーカーズ?, Tomuzu Wākāzu) - 353. Il carpentiere leggendario (伝説の船大工?, Densetsu no funadaiku) - 354. Il treno marino (海列車?, Umi ressha) - 355. Spandam (スパンダム?, Supandamu) - 356. Tom (トムさん?, Tomu-san) - 357. Cutty Flam (カティ・フラム?, Kati Furamu) |                                     |                                         |
| 37 | Trama La ciurma arriva alle stanze di Iceburg e trova Robin insieme ai componenti del CP9. Nonostante la donna affermi di non voler avere più niente a che fare con loro, Rufy e i suoi compagni attaccano i membri del CP9, ma vengono velocemente sconfitti; dimostrata la loro superiorità, gli agenti governativi danno fuoco all'edificio e se ne vanno in cerca di Franky. Mentre l'Aqua Laguna si avvicina, Franky fornisce riparo a Usop e alla Merry. Poco dopo i membri del CP9 raggiungono il cyborg che si rifiuta di rivelare l'ubicazione dei progetti, memore del sacrificio del suo mentore Tom. Venti anni prima Tom fu sottoposto a un processo per aver costruito la Oro Jackson, la nave di Gol D. Roger, ma la sentenza fu sospesa per dieci anni in modo che il carpentiere potesse completare la costruzione del Treno del mare Puffing Tom insieme ai suoi apprendisti Cutty Flam e Iceburg. Qualche anno dopo il giudice fece ritorno intenzionato a graziare Tom per il lavoro svolto, ma Spandam, il capo del CP5 che era alla ricerca dei progetti di Pluton in mano al carpentiere, fece attaccare la nave del giudice dai suoi uomini a bordo delle Battle Franky, speciali navi costruite da Cutty Flam e lasciate incustodite. Per questo motivo Tom venne giustiziato a Enies Lobby, l'isola giudiziaria del Governo Mondiale. Cutty Flam, nel tentativo di fermare il treno, fu travolto e venne ritenuto morto da tutti. |                                     |                                         |
| 38 | Rocket Man!! 「ロケットマン!!」 - Roketto Man!! | 4 luglio 2005 ISBN 4-08-873839-X    | 3 aprile 2006 ISBN 978-88-6420-814-5    |
| 38 | Capitoli - 358. Rinascita (復活?, Fukkatsu) - 359. Bingo (ビンゴ?, Bingo) - 360. Partenza imminente (まもなく出航?, Mamonaku shukkō) - 361. Post scriptum (追伸?, Tsuishin) - 362. Riflusso (引き潮?, Hikishio) - 363. Acqua Laguna (アクア・ラグナ?, Akua Raguna) - 364. Kokoro (ココロ?, Kokoro) - 365. Rocket Man!! (ロケットマン!!?, Rokettoman!!) - 366. All’attacco! (出撃!!?, Shutsugeki!!) - 367. Sogeking (そげキング?, Sogekingu) |                                     |                                         |
| 38 | Trama All'insaputa di tutti, Cutty Flam riuscì a salvarsi dall'incidente modificando il suo corpo e divenendo un cyborg di nome Franky. Dopo essersi ripresi, i pirati di Cappello di paglia apprendono che Robin si è schierata con gli agenti governativi per salvare il resto della ciurma. I membri della CP9 catturano Franky e Usop e li portano assieme a Robin a Enies Lobby col treno del mare. Sanji si intrufola sul treno riuscendo a liberare i due uomini, procedendo con loro alla volta della carrozza dov'è trattenuta Robin. Nonostante l'Aqua Laguna, il resto della ciurma riesce a partire all'inseguimento del Puffing Tom a bordo di un altro treno marino, il Rocket Man, alleandosi con la Franky Family e gli altri carpentieri della Galley-La. Nel frattempo, Usop assume l'identità di Sogeking. |                                     |                                         |
| 39 | Lotta 「争奪戦」 - Sōdatsusen | 4 novembre 2005 ISBN 4-08-873872-1  | 5 giugno 2006 ISBN 978-88-6420-815-2    |
| 39 | Capitoli - 368. Battle Game sul treno marino (海列車バトルゲーム?, Umi ressha Batoru Gēmu) - 369. Ramen Kenpo (ラーメン拳法?, Rāmen Kenpō) - 370. Non sei sola (一人じゃない?, Hitori ja nai) - 371. L'ammirevole Capitano T-Bone (天晴Tボーン大佐?, Appare Tī-Bōn taisa) - 372. Parage (パラージュ?, Parāju) - 373. Malvagia per forza (必要悪?, Hitsuyō Aku) - 374. Lotta (争奪戦?, Sōdatsusen) - 375. I super umani di Enies Lobby (エニエス・ロビーの超人達?, Eniesu Robī no chōjintachi) - 376. Ho capito! (わかった!!!?, Wakatta!!!) - 377. La grande sfida sull'isola giudiziaria (司法の島の大決戦!!?, Shihō no shima no daikessen!!) |                                     |                                         |
| 39 | Trama Mentre avanzano sul treno in cerca di Robin, Sanji, Sogeking e Franky si scontrano con alcuni membri del governo: Sanji affronta il cuoco Wanze e Franky se la vede con la recluta del CP9 Nero, mentre sulle rotaie Zoro sconfigge il capitano della Marina T-Bone. Quando tuttavia i pirati raggiungono la loro compagna, ella si rifiuta di fuggire insieme a loro. Gli agenti del CP9 catturano nuovamente Franky e prima di proseguire verso Enies Lobby lasciano indietro Sanji e Sogeking, che si riuniscono al resto della ciurma. Giunti all'isola giudiziaria, i pirati di Cappello di paglia, assieme alla Franky Family e ai carpentieri, procedono verso il luogo dove si trovano Robin, Franky e i membri del CP9, scontrandosi contro i giganti Oimo e Karsee. |                                     |                                         |
| 40 | Gear 「ギア」 - Gia | 26 dicembre 2005 ISBN 4-08-874003-3 | 2 ottobre 2006 ISBN 978-88-6420-793-3   |
| 40 | Capitoli - 378. Rapporto dei danni (被害状況?, Higai jōkyō) - 379. Doriki (道力?, Dōriki) - 380. Il treno arriva all'isola giudiziaria (エニエス・ロビー本島行き急行便?, Eniesu Robī hontō yuki ekisupuresu) - 381. Licenziati (クビ?, Kubi) - 382. Il nascondiglio del diavolo (鬼の隠れ家?, Oni no kakurega) - 383. Rufy contro Blueno (ルフィVSブルーノ?, Rufi VS Burūno) - 384. Il segnale del contrattacco! (反撃ののろしを上げろ?, Hangeki no noroshi o agero) - 385. Lì c’è una via (道はある?, Michi wa aru) - 386. Senza precedenti (前代未聞?, Zendai mimon) - 387. Gear (ギア?, Gia) - 388. Gear Second (ギア2?, Gia Sekando) |                                     |                                         |
| 40 | Trama La ciurma di Cappello di paglia e i suoi alleati avanzano attraverso Enies Lobby, sconfiggendo chiunque tenti di fermarli. Sogeking convince i due giganti, ex sottoposti di Dori e Brogi, ad allearsi con loro e il gruppo affronta i numerosi guardiani dell'isola giudiziaria. Dopo avere sconfitto la guarnigione dell'isola, Rufy sfida i membri del CP9, ma solo l'agente Blueno, memore della sua rapida sconfitta a Water Seven, accetta di battersi con lui. Mentre lo scontro procede, Rufy affronta le tecniche offensive e difensive dell'agente governativo e lo contrattacca utilizzando il Gear Second, tecnica grazie alla quale riesce a sconfiggerlo e ad attirare l'attenzione del resto dei componenti del CP9. |                                     |                                         |

## Volumi 41-50
| Nº | Titolo italiano Giapponese 「Kanji」 - Rōmaji | Data di prima pubblicazione             | Data di prima pubblicazione             |
| Nº | Titolo italiano Giapponese 「Kanji」 - Rōmaji | Giapponese                              | Italiano                                |
| 41 | Dichiarazione di guerra 「宣戦布告」 - Sensen fukoku | 4 aprile 2006 ISBN 4-08-874047-5        | 1º dicembre 2006 ISBN 978-88-6420-794-0 |
| 41 | Capitoli - 389. La replica (応答?, Ōtō) - 390. Contrattacco (応戦?, Ōsen) - 391. La bambina chiamata demonio (悪魔と呼ばれた少女?, Akuma to yobareta shōjo) - 392. Dereshi (デレシ?, Dereshi) - 393. Olvia (オルビア?, Orubia) - 394. I demoni di Ohara (オハラの悪魔達?, Ohara no akumatachi) - 395. Ohara contro il Governo mondiale (オハラVS世界政府?, Ohara VS Sekai Seifu) - 396. Sauro (サウロ?, Sauro) - 397. Che possa giungere al futuro... (未来へ届くように?, Mirai e todoku yō ni) - 398. Dichiarazione di guerra (宣戦布告?, Sensen fukoku) - 399. Gettatevi nel vuoto della cascata (滝に向かって飛べ!!?, Taki ni mukatte tobe!!) |                                         |                                         |
| 41 | Trama Il resto della ciurma raggiunge Rufy e i membri del CP9, ma l'archeologa si rifiuta nuovamente di farsi liberare e afferma di voler morire; tuttavia, quando Rufy le dice che se vuole morire potrà farlo come membro della sua ciurma Robin ricorda i momenti traumatici della sua infanzia. La ragazza è cresciuta sull'isola di archeologi Ohara, dove gli abitanti avevano scoperto il segreto dei Cento anni del grande vuoto, un periodo del quale è proibito sapere. Per prevenire che queste conoscenze si diffondessero, tutti gli abitanti furono sterminati su ordine dei potenti Astri di Saggezza con il Buster Call, una pratica di distruzione delle isole effettuata dalla Marina. Grazie all'aiuto di Aokiji e del marine traditore Hagwor D. Sauro, che la spronò a trovare dei compagni e a continuare a vivere, Robin riuscì a fuggire. Nel presente Rufy ordina a Sogeking di bruciare la bandiera del Governo, dichiarando guerra al mondo. Ricordatasi delle parole di Sauro, Robin afferma di voler vivere e di volersi riunire ai suoi compagni. A seguito di queste affermazioni, Franky rivela di aver sempre avuto i progetti di Pluton con sé e prontamente li distrugge. |                                         |                                         |
| 42 | Pirati contro Cp9 「海賊 VS CP9」 - Kaizoku VS CP9 | 4 luglio 2006 ISBN 4-08-874127-7        | 1º marzo 2007 ISBN 978-88-6420-795-7    |
| 42 | Capitoli - 400. Le chiavi della libertà (解放の鍵?, Kaihō no kagi) - 401. Pirati contro Cp9 (海賊 VS CP9?, Kaizoku VS CP9) - 402. Le manette numero 2 (2番の手錠?, Niban no tejō) - 403. Mr. Cavalleria (Mr.騎士道?, Mr. Kishidō) - 404. Franky contro Fukuro (フランキーVSフクロウ?, Furankī VS Fukurō) - 405. Power (パワー?, Pawā) - 406. Ritorno alla vita (生命帰還?, Seimei kikan) - 407. Monster (モンスター?, Monsutā) - 408. Il mostro contro Kumadori (怪物VSクマドリ?, Monsutā VS Kumadori) - 409. Notizie nefaste dalla grande trasmissione d'emergenza (凶報緊急大放送?, Kyōhō kinkyū daihōsō) |                                         |                                         |
| 42 | Trama I pirati di Cappello di paglia e Franky iniziano a battersi con i componenti del CP9 allo scopo di recuperare la chiave delle manette di Robin. A seguito degli iniziali insuccessi negli scontri i pirati decidono di scambiarsi gli avversari, riuscendo a sconfiggere gli agenti Fukuro e Kumadori, battuti da Franky e Chopper. Nel frattempo Rufy insegue il comandante del CP9 Spandam e il suo membro più forte Rob Lucci, che ha mangiato il frutto Felis Felis modello Leopardo; Lucci rimane indietro per battersi con Rufy e dare il tempo a Spandam di portare via la prigioniera. Mentre cerca di chiamare rinforzi, Spandam dà accidentalmente il via al Buster Call, richiamando un gran numero di ufficiali della Marina per distruggere Enies Lobby. |                                         |                                         |
| 43 | La leggenda dell'eroe 「英雄伝説」 - Eiyū densetsu | 4 settembre 2006 ISBN 4-08-874149-8     | 2 maggio 2007 ISBN 978-88-6420-796-4    |
| 43 | Capitoli - 410. La trasformazione gigantesca di Nami (ナミ巨大化?, Nami kyodaika) - 411. Nami contro Califa (ナミVSカリファ?, Nami VS Karifa) - 412. La chance è sfumata (好機は終わった?, Chansu wa owatta) - 413. Il cacciatore (狩人?, Kariudo) - 414. Sanji contro Jabura (サンジVSジャブラ?, Sanji VS Jabura) - 415. Heat Up (ヒートアップ?, Hīto Appu) - 416. Zoro contro Kaku (ゾロVSカク?, Zoro VS Kaku) - 417. Ashura (阿修羅?, Ashura) - 418. Rufy contro Rob Lucci (ルフィVSロブ・ルッチ?, Rufi VS Robu Rucchi) - 419. La leggenda dell'eroe (英雄伝説?, Eiyū densetsu) |                                         |                                         |
| 43 | Trama Mentre la flottiglia della Marina si avvicina a Enies Lobby per eseguire il Buster Call e distruggere l'isola giudiziaria, gli scontri tra i componenti del CP9 e i membri della ciurma di Cappello di paglia proseguono. Nami affronta Califa la quale, grazie al frutto del diavolo Bubble Bubble, è in grado di rendere qualsiasi cosa scivolosa; ricorrendo all'ingegno e al Clima Tact, la piratessa riesce a sopraffare la sua avversaria. Intanto, Sanji sconfigge Jabura, che ha mangiato il frutto Dog Dog modello Lupo, e Zoro, con un piccolo aiuto di Sogeking, abbatte Kaku, che ha i poteri del frutto Cow Cow modello Giraffa. Mentre lo scontro tra Rufy e Lucci continua, il resto della ciurma raggiunge Robin e la libera, sconfiggendo Spandam e i marine lì presenti. |                                         |                                         |
| 44 | Ripartiamo! 「帰ろう」 - Kaerō | 4 dicembre 2006 ISBN 4-08-874287-7      | 2 luglio 2007 ISBN 978-88-6420-797-1    |
| 44 | Capitoli - 420. Buster Call (バスターコール?, Basutā Kōru) - 421. Gear Third (ギア3?, Gia Sādo) - 422. Rob Lucci (ロブ・ルッチ?, Robu Rucchi) - 423. La leggenda della sirena (人魚伝説?, Ningyo densetsu) - 424. La nave scorta (脱出船?, Dasshutsu sen) - 425. Combattimento disperato sul ponte (死闘の橋?, Shitō no hashi) - 426. Nave in attesa di vento (風待ちの船?, Kazemachi no fune) - 427. Qui non siamo affatto all'inferno (ここが地獄じゃあるめェし?, Koko ga jigoku ja aru mē shi) - 428. Ripartiamo (帰ろう?, Kaerō) - 429. Disfatta totale (完敗?, Kanpai) - 430. Cade una soffice neve di ricordi (降りそそぐ追想の淡雪?, Furisosogu tsuisō no awayuki) |                                         |                                         |
| 44 | Trama La distruzione di Enies Lobby ha inizio. I carpentieri della Galley-La Company e i componenti della Franky Family lasciano l'isola, mentre i pirati di Cappello di paglia tentano di crearsi una via d'uscita. Incoraggiato da Usop, Rufy sconfigge Lucci utilizzando il Gear Second. Gli ufficiali della Marina giunti sulle navi dal quartier generale concentrano i loro sforzi per fermare il resto della ciurma; quando questi ultimi sembrano non avere più via di scampo, giunge in loro soccorso la Going Merry, che ha raggiunto da sola Enies Lobby. Allontanatisi dall'isola giudiziaria, i pirati si rendono conto che la loro nave sta cadendo a pezzi e decidono, a malincuore, di dirle addio con un funerale vichingo. |                                         |                                         |
| 45 | Capiamo ciò che provate... 「心中お察しする」 - Shinchū osasshi suru | 2 marzo 2007 ISBN 978-4-08-874314-1     | 3 dicembre 2007 ISBN 978-88-6420-798-8  |
| 45 | Capitoli - 431. L'amorevole pugno (愛の拳?, Ai no kobushi) - 432. Scatola a sorpresa (びっくり箱?, Bikkuri bako) - 433. Il nome di quel mare è… (その海の名は?, Sono umi no na wa) - 434. Barbabianca ed il Rosso (白髭と赤髪?, Shirohige to Akagami) - 435. Capiamo ciò che provate... (心中お察しする?, Shinchū osasshi suru) - 436. Pants from Franky House (Pants from Frankyhouse?) - 437. Nudo ma uomo vero! (裸百貫?, Hadaka hyaku kan) - 438. Orgoglio (プライド?, Puraido) - 439. Il Terzo ed il Settimo (３人目と７人目?, Sanninme to nananinme) - 440. Pugno di Fuoco contro Barbanera (火拳ＶＳ黒ひげ?, Hiken VS Kurohige) |                                         |                                         |
| 45 | Trama Tornati a Water Seven, Franky decide di costruire una nuova nave per la ciurma. Nel frattempo, un contingente di marine, guidato dal nonno di Rufy, Monkey D. Garp, arriva in città, accompagnato da Kobi e Hermeppo. Nonostante faccia parte della Marina, Garp vuole solamente far visita al nipote e lo informa che lui e la sua ciurma sono stati incolpati per la distruzione di Enies Lobby e che di conseguenza hanno tutti delle taglie sulla testa. Gli rivela inoltre la vera identità di suo padre, l'uomo misterioso che lo salvò a Rogue Town: si tratta di Monkey D. Dragon, capo della potente Armata Rivoluzionaria. Cappello di paglia apprende infine che Shanks è uno dei Quattro Imperatori, i pirati che dominano il Nuovo Mondo, la seconda metà della Rotta Maggiore. Spinto dalla Franky Family, Franky si unisce alla ciurma avendo ricevuto una taglia; anche Usop torna ufficialmente a far parte dei pirati e il gruppo lascia Water Seven a bordo della nuova nave, la Thousand Sunny. Mentre Shanks e Barbabianca si incontrano per discutere di Ace, sull'isola di Banaro il fratello di Rufy riesce a rintracciare il suo ex compagno Marshall D. Teach, reo di aver ucciso un suo superiore. I due iniziano a scontrarsi e, anche se inizialmente in difficoltà per via dei nuovi poteri acquisiti da Barbanera, Ace sembra riuscire a tenere testa al suo avversario. |                                         |                                         |
| 46 | Avventura nell'isola fantasma 「ゴースト島の冒険」 - Gōsuto Airando no bōken | 4 luglio 2007 ISBN 978-4-08-874382-0    | 4 febbraio 2008 ISBN 978-88-6420-753-7  |
| 46 | Capitoli - 441. Duello sull'isola Varona (バナロ島の決闘?, Banaro-tō no kettō) - 442. Avventura nelle acque malefiche (魔の海の冒険?, Ma no umi no bōken) - 443. Thriller Bark (スリラーバーク?, Surirābāku) - 444. Avventura nell'Isola Fantasma (ゴースト島の冒険?, Gōsuto Airando no bōken) - 445. THE ZOMBIE (THE ZOMBIE?) - 446. Il dottor Hogback (ドクトル・ホグバック?, Dokutoru Hogubakku) - 447. Gli zombie a sorpresa (びっくりゾンビ?, Bikkuri zonbi) - 448. Moria (モリア?, Moria) - 449. I misteriosi quattro di Thriller Bark (スリラーバークの四怪人?, Surirābāku no yonkaijin) |                                         |                                         |
| 46 | Trama Il duello fra Ace e Teach si conclude. Altrove, i pirati di Cappello di paglia trovano un barile che pensavano contenesse cibo ma che, invece, aveva al suo interno un razzo di segnalazione. Arrivata al Triangolo Florian, luogo avvolto da una nebbia impenetrabile, la ciurma si imbatte in uno scheletro parlante di nome Brook, tornato in vita grazie al frutto Yomi Yomi. Lo scheletro rivela che gli è stata rubata l'ombra e che senza di essa non può uscire dalla nebbia; determinato ad avere Brook nella sua ciurma, Rufy porta gli altri con sé sull'isola dove si trova il ladro di ombre. Brook si separa dalla ciurma mentre Nami, Usop e Chopper sbarcano scoprendo che l'isola è popolata da zombie ed è la residenza del dottor Hogback. Il dottore ha usato le sue conoscenze per potenziare gli zombie e donarne i corpi al membro della Flotta dei Sette Gekko Moria, responsabile del furto dell'ombra di Brook e di molti altri. |                                         |                                         |
| 47 | Tempo coperto con probabili precipitazioni d'ossa 「くもり時々ホネ」 - Kumori tokidoki hone | 4 settembre 2007 ISBN 978-4-08-874411-7 | 3 aprile 2008 ISBN 978-88-6420-799-5    |
| 47 | Capitoli - 450. General Zombie Night (将軍ゾンビ night?, Jeneraru Zonbi night) - 451. Il Wonder Garden di Perona (ペローナの不思議の庭?, Perōna no Wandā Gāden) - 452. Jigoro del vento (風のジゴロウ?, Kaze no Jigorō) - 453. Tempo coperto con probabili precipitazioni d'ossa (くもり時々ホネ?, Kumori tokidoki hone) - 454. Canterino (ハナウタ?, Hanauta) - 455. Gekko Moria della Flotta dei Sette (王下七武海ゲッコー・モリア?, Ōka Shichibukai Gekkō Moria) - 456. Il Demone giunto dal regno dei ghiacci (氷の国から来た魔人?, Kōri no kuni kara kita majin) - 457. Caarnee! (肉～～!!!?, Niku~~!!!) - 458. Tutto, ma l'afro no! (アフロだけは?, Afuro dake wa) - 459. Non possiamo cavarcela con un "Mi spiace, ma siamo morti" (死んでごめんじゃないでしょうに?, Shin de gomen ja nai deshō ni) |                                         |                                         |
| 47 | Trama Moria manda i suoi zombie a catturare i pirati di Cappello di paglia, che si erano precedentemente separati e stanno cercando di riunirsi. I sottoposti di Moria rapiscono alcuni membri della ciurma e Brook, dopo aver salvato Franky e Robin, spiega loro che il membro della Flotta dei Sette è solito rubare le ombre a coloro che arrivano a Thriller Bark per inserirle nei cadaveri, rianimandoli e creando così un esercito di zombie. Gli individui rimasti senza ombra sono costretti a rimanere nel Triangolo Florian, protetti dalla nebbia, per nascondersi al sole che li ucciderebbe. Avendo perso le loro ombre, Sanji, Zoro e Rufy si professano determinati ad affrontare Moria. Il resto della ciurma viene poi a sapere da Franky che Brook era uno dei compagni di Lovoon, e che lo scheletro è ancora determinato a ricongiungersi con lei. |                                         |                                         |
| 48 | Le avventure di Odr 「オーズの冒険」 - Ōzu no Bōken | 4 dicembre 2007 ISBN 978-4-08-874442-1  | 3 giugno 2008 ISBN 978-88-6420-800-8    |
| 48 | Capitoli - 460. Recuperatele prima che arrivi l'alba! (夜明け前に取り返せ!!?, Yoake mae ni torikaese!!) - 461. Ghostbuster (ゴーストバスター?, Gōsuto Basutā) - 462. Le avventure di Odr (オーズの冒険?, Ōzu no bōken) - 463. Sanji il pirata contro Absalom "il Misterioso" (海賊サンジvs怪人アブサロム?, Kaizoku Sanji vs kaijin Abusaromu) - 464. Il sogno di Sanji (サンジの夢?, Sanji no yume) - 465. Usop il pirata contro Princess Perona (海賊ウソップvs怪人ペローナ?, Kaizoku Usopu vs Purinsesu Perōna) - 466. La conclusione (決着?, Kecchaku) - 467. Zoro il pirata contro Ryuma il samurai (海賊ゾロvs侍リューマ?, Kaizoku Zoro vs samurai Ryūma) - 468. Chopper il pirata contro Hogback "il Misterioso" (海賊チョッパーvs怪人ホグバック?, Kaizoku Choppā vs kaijin Hogubakku) - 469. Venite fuori ciurma di Cappello di Paglia! (出て来い麦わらの一味!!!?, Dete koi Mugiwara no Ichimi!!!) - 470. Odr contro i Cappello di Paglia (オーズvs麦わらの一味?, Ōzu vs Mugiwara no Ichimi) |                                         |                                         |
| 48 | Trama Mentre i pirati di Cappello di paglia sono alla ricerca di Moria incontrano Odr, un gigantesco zombie nel quale è stata inserita l'ombra di Rufy. Prima di occuparsi di lui, la ciurma si divide per affrontare i più forti sottoposti di Moria mentre Rufy affronta il membro della Flotta dei Sette. Sanji sconfigge l'invisibile Absalom e salva Nami, Usop batte la lugubre Perona essendo immune ai poteri del suo frutto del diavolo e Nico Robin e Chopper si occupano di Hogback e della zombie Victoria Cindry. Nel frattempo, Zoro sconfigge il samurai Ryuma, nel quale era inserita l'ombra di Brook, restituendola al suo legittimo proprietario e ricevendo la spada Shusui dall'avversario come pegno d'onore. Sconfitti gli altri, i pirati di Rufy rivolgono la loro attenzione a Odr. |                                         |                                         |
| 49 | Nightmare Rufy 「ナイトメア・ルフィ」 - Naitomea Rufi | 4 marzo 2008 ISBN 978-4-08-874485-8     | 4 agosto 2008 ISBN 978-88-6420-801-5    |
| 49 | Capitoli - 471. My friend (MY FRIEND?) - 472. Down (ダウン?, Daun) - 473. Appare Orso Bartholomew della Flotta dei 7 (王下七武海 バーソロミュー・くま現る?, Ōka Shichibukai Bāsoromyū Kuma arawaru) - 474. Non resta altro da fare! (やるしかねェ!!!?, Yarushikanē!!!) - 475. I pirati della foresta (森の海賊団?, Mori no kaizoku-dan) - 476. Nightmare Rufy (ナイトメア・ルフィ?, Naitomea Rufi) - 477. Tre ottavi (⅜?) - 478. Rufy contro Rufy (ルフィｖｓルフィ?, Rufi vs Rufi) - 479. Il guerriero della speranza (希望の戦士?, Kibō no senshi) - 480. Intercettamento (迎撃?, Geigeki) - 481. Shadows Asgard (影の集合地?, Shadōzu Asugarudo) |                                         |                                         |
| 49 | Trama Nami viene nuovamente rapita da Absalom, ma è salvata grazie all'aiuto della piratessa Laura. Mentre Rufy insegue Moria per tutta Thriller Bark, il resto della ciurma si batte con Odr; quando i pirati sembrano avere la meglio Moria raggiunge lo zombie e lo aiuta a sconfiggere i suoi avversari. Nel frattempo Rufy si imbatte in un gruppo di pirati ai quali è stata rubata l'ombra, che vedendo in Cappello di paglia le potenzialità per sconfiggere Moria lo forniscono dei mezzi per abbatterlo. Potenziato dalle cento ombre inserite nel suo corpo, Rufy riesce a sconfiggere Odr con l'aiuto della sua ciurma. Mentre Thriller Bark esce dalla nebbia, Moria si rende conto che, una volta fuori, il sole ucciderà i suoi avversari; così il membro della Flotta dei Sette si potenzia assorbendo tutte le ombre presenti sull'isola con il suo Shadows Asgard. |                                         |                                         |
| 50 | La raggiungeremo di nuovo 「再び辿りつく」 - Futatabi tadoritsuku | 4 giugno 2008 ISBN 978-4-08-874521-3    | 2 ottobre 2008 ISBN 978-88-6420-754-4   |
| 50 | Capitoli - 482. Arriva l'alba (朝が来る?, Asa ga kuru) - 483. La fine del sogno (夢の終わり?, Yume no owari) - 484. Punf (ぷに?, Puni) - 485. Equipaggio di Cappello di Paglia: Zoro il cacciatore di pirati (麦わらの一味・海賊狩りのゾロ?, Mugiwara no ichimi - Kaizoku-gari no Zoro) - 486. Il pianoforte (ピアノ?, Piano) - 487. Quella canzone (あの唄?, Ano uta) - 488. La canzone della vita (命の唄?, Inochi no uta) - 489. L'ottava persona (８人目?, Hachininme) - 490. La raggiungeremo di nuovo (再び辿りつく?, Futatabi tadoritsuku) - 491. Tobiuo Riders (トビウオライダーズ?, Tobiuo Raidāzu) |                                         |                                         |
| 50 | Trama Rufy riesce a sconfiggere Moria facendo ritornare le ombre ai loro legittimi proprietari. Poco dopo sul campo di battaglia arriva il membro della Flotta dei Sette Orso Bartholomew, incaricato dal Governo di sconfiggere la ciurma di Cappello di paglia. Dopo aver mostrato i suoi poteri, derivanti da un frutto del diavolo, e aver sconfitto l'intera ciurma, egli si appresta a uccidere Rufy; prima che possa riuscirci, Zoro lo convince a risparmiare il suo capitano subendo tutti i dolori provati da Rufy nel combattimento con Moria. Dopo alcuni giorni di festeggiamenti, Brook entra nella ciurma di Cappello di paglia che salpa da Thriller Bark: egli aveva perso i suoi precedenti compagni a causa di un attacco nemico ed è deciso a ritrovare Lovoon. Dopo essere giunti nei pressi della Linea Rossa i pirati incontrano la sirena Kayme e la stella marina Pappagu, che gli chiedono aiuto per salvare il loro amico Hacchan, catturato dai Tobiuo Riders. |                                         |                                         |

## Volumi 51-60
| Nº | Titolo italiano Giapponese 「Kanji」 - Rōmaji | Data di prima pubblicazione             | Data di prima pubblicazione            |
| Nº | Titolo italiano Giapponese 「Kanji」 - Rōmaji | Giapponese                              | Italiano                               |
| 51 | Le undici supernove 「11人の超新星」 - Jūichinin no chōchinsei | 4 settembre 2008 ISBN 978-4-08-874563-3 | 3 aprile 2009 ISBN 978-88-6420-771-1   |
| 51 | Capitoli - 492. Duval "Maschera di Ferro" (鉄仮面のデュバル?, Tetsu kamen no Dyubaru) - 493. Mi riconosci (知ってる?, Shitteru) - 494. La tragedia di Duval (デュバルの悲劇?, Dyubaru no higeki) - 495. Il Cannone Gaon (ガオン砲?, Gaon hō) - 496. La mangrovia Yarukiman (ヤルキマン・マングローブ?, Yarukiman mangurōbu) - 497. Le avventure nell'arcipelago dove danzano le bolle (シャボン舞う諸島の冒険?, Shabon mau shotō no bōken) - 498. Le undici supernove (11人の超新星?, Jūichinin no chōchinsei) - 499. Sabaody Park (シャボンディパーク?, Shabondi Pāku) - 500. Fuoco sotto la cenere della storia (歴史の残り火?, Rekishi no nokoribi) - 501. Il mondo comincia a scuotersi (うねり始める世界?, Uneri hajimeru sekai) - 502. Il caso dei Draghi Celesti (天竜人の一件?, Tenryūbito no ikken) Nota: Nella prima edizione italiana del volume 51 pubblicata da Star Comics erano presenti molti errori e la casa editrice il 20 maggio 2009 ne ha pubblicata una nuova edizione corretta. |                                         |                                        |
| 51 | Trama Dopo essersi scontrati con Duval e i suoi uomini, i pirati di Cappello di paglia raggiungono l'arcipelago Sabaody assieme a Pappagu, Kayme e Hacchan, che viene perdonato da Nami per il suo coinvolgimento con Arlong. Una volta lì i pirati scoprono che sull'isola spadroneggiano i Nobili mondiali, discendenti dei fondatori del Governo. Mentre sono in cerca di un rivestitore che renda la loro nave in grado di raggiungere l'isola degli uomini-pesce, Rufy viene a sapere che lui e Zoro sono parte di un gruppo di pirati che hanno raggiunto la metà della Rotta Maggiore con una taglia superiore ai cento milioni, definiti le Undici Supernove. Kayme viene rapita e messa all'asta per essere venduta come schiava e così la ciurma si reca alla casa d'aste per liberarla insieme ad Hacchan e a Duval. Quando Hacchan viene ferito dal Drago celeste San Charloss, Rufy lo colpisce richiamando sulla ciurma l'attenzione della Marina. |                                         |                                        |
| 52 | Roger e Rayleigh 「ロジャーとレイリー」 - Rojā to Reirī | 4 dicembre 2008 ISBN 978-4-08-874602-9  | 4 agosto 2009 ISBN 978-88-6420-772-8   |
| 52 | Capitoli - 503. Un'isola nel tumulto (荒立つ島?, Aradatsu shima) - 504. Pirati in azione, in prima linea! (海賊前線移動中!!?, Kaizoku zensen idōchū!!) - 505. Orso (クマ?, Kuma) - 506. Roger e Rayleigh (ロジャーとレイリー?, Rojā to Reirī) - 507. L'approdo di Kizaru (黄猿上陸?, Kizaru jōriku) - 508. L'isola del pandemonio (修羅の島?, Shura no shima) - 509. Kizaru contro quattro capitani (黄猿vs4人の船長?, Kizaru vs yonin no senchō) - 510. I pirati di Cappello di Paglia contro la macchina da guerra (麦わらの一味vs戦闘兵器?, Mugiwara no ichimi vs sentō heiki) - 511. Sentomaru, l'uomo con l'ascia (鉞かついだ戦桃丸?, Masakari katsuida Sentōmaru) - 512. Zoro è scomparso nel nulla (ゾロ、音沙汰なし?, Zoro, otosata nashi?) |                                         |                                        |
| 52 | Trama In conseguenza del gesto di Rufy, dal quartier generale della Marina viene inviato un ammiraglio sull'arcipelago. La casa d'aste viene presa d'assedio dai marine e Rufy, aiutato dalle supernove Eustass Kidd e Trafalgar Law, li affronta. Grazie all'intervento del pirata Silvers Rayleigh e al supporto delle supernove, la ciurma di Cappello di paglia riesce a liberare Kayme e a fuggire verso il bar di Shakuyaku, dove scoprono che Rayleigh è stato il vicecapitano della ciurma di Roger. Il vecchio pirata accetta di rivestire la loro nave, ma mentre attendono che egli completi il lavoro all'arcipelago arriva l'ammiraglio Kizaru insieme a Sentomaru e ad alcuni Pacifista, copie di Orso Bartholomew. Dopo essersi facilmente liberati delle altre supernove, gli agenti del governo attaccano Rufy e i suoi compagni, mettendoli in grande difficoltà. Rayleigh interviene in loro aiuto, ma sul posto appare anche il vero Orso Bartholomew che fa scomparire Zoro. |                                         |                                        |
| 53 | La natura di un re 「王の資質」 - Ō no shishitsu | 4 marzo 2009 ISBN 978-4-08-874640-1     | 1º ottobre 2009 ISBN 978-88-6420-773-5 |
| 53 | Capitoli - 513. Non posso salvarvi!!! (救えないっ!!!?, Sukuenai!) - 514. Il fungo spuntafungo (カラダカラキノコガハエルダケ?, Karada kara kinoko ga haeru dake) - 515. Avventura sull'isola delle donne (女ヶ島の冒険?, Onnakejima no bōken) - 516. Boa Hancock, l'imperatrice pirata (海賊女帝ボア・ハンコック?, Kaizoku jotei Boa Hankokku) - 517. Bagno caldo (湯浴み?, Yuami) - 518. L'arena di arti marziali (闘技台?, Tōgida) - 519. La natura di un re (王の資質?, Ō no shishitsu) - 520. Gli occhi della gorgone (ゴルゴンの目?, Gorugon no me) - 521. Lo zoccolo del drago cavalcacielo (天駆ける竜の蹄?, Ten kakeru ryū no hizume) - 522. Una malattia mortale (死に至る病?, Shi ni itaru) |                                         |                                        |
| 53 | Trama Mentre Rayleigh affronta Kizaru, Orso scaglia via dall'arcipelago il resto della ciurma, Rufy compreso. Il ragazzo di gomma atterra ad Amazon Lily, un'isola abitata solamente da donne, dove viene salvato da alcune componenti della tribù Kuja. Nonostante l'ingresso agli uomini sia proibito, Rufy stringe amicizia con Margaret, una delle donne che lo avevano aiutato. Venuta a sapere della presenza di Rufy, l'imperatrice dell'isola e membro della Flotta dei Sette Boa Hancock pietrifica Margaret e le sue amiche e condanna il ragazzo a morte. Durante il combattimento con le sorelle di Hancock, Rufy dimostra di possedere il potere noto come Ambizione. Quando Rufy antepone la sorte delle donne alla sua, l'imperatrice gli concede la grazia. Questa rivela poi al giovane pirata che sia lei che le sue sorelle in passato sono state schiave dei Draghi celesti, prima di essere liberate dall'uomo-pesce Fisher Tiger. Rufy, dapprima intenzionato a tornare alle isole Sabaody per ritrovare i suoi compagni, apprende dell'imminente esecuzione di Ace e convince Hancock, ormai innamoratasi di lui, ad aiutarlo a salvare suo fratello, detenuto nella prigione governativa Impel Down.                                                     |                                         |                                        |
| 54 | Ormai nessuno può più fermarlo 「もう誰にも止められない」 - Mō dare ni mo tomerarenai | 4 giugno 2009 ISBN 978-4-08-874662-3    | 2 dicembre 2009 ISBN 978-88-6420-774-2 |
| 54 | Capitoli - 523. Inferno (地獄?, Jigoku) - 524. Ormai nessuno può più fermarlo (もう誰にも止められない?, Mō dare ni mo tomerarenai) - 525. Impel Down, la prigione sottomarina (海底監獄インペルダウン?, Kaitei kangoku Inperu Daun) - 526. Avventura nella grande prigione (大監獄の冒険?, Daikangoku no bōken) - 527. Primo livello, l'inferno cremisi (LV1紅蓮地獄?, Reberu wan guren jigoku) - 528. Jinbe, il cavaliere del mare (海峡のジンベエ?, Kaikyō no Jinbe'e) - 529. Secondo livello, l'inferno delle bestie demoniache (LV2猛獣地獄?, Reberu tsū mōjū jigoku) - 530. Da un inferno all'altro (地獄へ地獄へ?, Jigoku e jigoku e) - 531. Terzo livello, l'inferno della fame (LV3飢餓地獄?, Reberu surī kiga jigoku) - 532. Minotauros, il guardiano demoniaco (獄卒獣ミノタウロス?, Gokusotsujū Minotaurosu) |                                         |                                        |
| 54 | Trama Dispersa per il mondo, la ciurma di Rufy tenta di ricongiungersi al capitano, mentre la Marina dispone le sue forze per affrontare Barbabianca, deciso a salvare Ace. Facendo parte della Flotta dei Sette, Hancock riesce a far entrare Rufy a Impel Down col pretesto di voler vedere il condannato. Cappello di paglia tenta di intrufolarsi nella struttura senza destare attenzione, ma quando incontra la sua vecchia nemesi Bagy l'intera prigione è allertata della sua presenza. Rufy e Bagy discendono i primi tre livelli della prigione, superando le guardie che trovano sul loro cammino. Mentre attraversano Impel Down al gruppo si uniscono Mr. 2 e Mr. 3, ai quali il ragazzo di gomma chiede aiuto per liberare suo fratello. Mentre l'esecuzione di Ace si avvicina, il direttore della prigione Magellan si mobilita personalmente per fermare l'evasione. |                                         |                                        |
| 55 | Un gay all'inferno 「地獄に仏」 - Jigoku ni okama | 4 settembre 2009 ISBN 978-4-08-874727-9 | 5 maggio 2010 ISBN 978-88-6420-775-9   |
| 55 | Capitoli - 533. Quarto livello, l'Inferno Rovente (LV4焦熱地獄?, Reberu fō shōnetsu jugoku) - 534. Il direttore della prigione, Magellan, contro il pirata Rufy (監獄署長マゼランVS海賊ルフィ?, Kangoku shochō Mazeran VS kaizoku Rufi) - 535. Amico mio (ダチ?, Dachi) - 536. Quinto livello, l'Inferno Ghiacciato (LV5極寒地獄?, Reberu faibu gokkan jigoku) - 537. Un gay all'inferno (地獄に仏?, Jigoku ni okama) - 538. Livello quinto e mezzo, la Terra dei Trans-formati (LV5.5番地ニューカマーランド?, Reberu faibu ten faibu banchi Nyūkamā Rando) - 539. Gli Emporio Ormoni dell'Eccitazione (エンポリオ・テンションホルモン?, Enporio Tenshon Horumon) - 540. Sesto livello, l'Inferno Infinito (LV6 無限地獄?, Reberu shikkusu mugen jigoku) - 541. Mai visto prima (未だかつてナッシブル?, Imadakatsute nasshiburu) |                                         |                                        |
| 55 | Trama Al quarto livello della prigione, Magellan intercetta Rufy e usa i suoi poteri basati sul veleno per intossicare Cappello di paglia fino a portarlo sull'orlo della morte. Mr. 2 libera l'amico e lo porta dal rivoluzionario Emporio Ivankov, che ha organizzato un rifugio per prigionieri all'interno della prigione stessa. Scoprendo che Rufy è figlio del suo capo Dragon, Ivankov accetta di curarlo con i suoi poteri, ma il trattamento richiede diverse ore e costa al ragazzo di gomma dieci anni della sua vita. Al suo risveglio, Rufy viene a sapere che Ace è già in viaggio verso Marineford, base della marina dove avverrà l'esecuzione. Determinato a salvare il fratello, egli convince Iva ad aiutarlo insieme ad altri due potenti prigionieri: il suo ex nemico Crocodile e Jinbe, uomo-pesce della Flotta dei Sette fedele a Barbabianca. Il gruppo si appresta dunque a evadere da Impel Down. |                                         |                                        |
| 56 | Grazie 「ありがとう」 - Arigatō | 4 dicembre 2009 ISBN 978-4-08-874761-3  | 4 agosto 2010 ISBN 978-88-6420-776-6   |
| 56 | Capitoli - 542. Un altro caso che finirà sulla bocca di tutti (やがて語られるもう一つの事件?, Yagate katarareru mou hitotsu no jiken) - 543. Cappello di Paglia e Barbanera (麦わらと黒ひげ?, Mugiwara to Kurohige) - 544. Anche i dannati vanno in vacanza (地獄の釜の蓋もあく?, Jigoku no kama no futa mo aku) - 545. Fuori, dove splende il sole (陽のあたるシャバへ?, Hi no ataru shaba e) - 546. Jinbe, capitano della ciurma degli uomini-pesce e membro della Flotta dei Sette (魚人海賊団船長"七武海"ジンベエ?, Gyojin kaizoku-dan senchō "Shichibukai" Jinbē) - 547. Fuga dall'isola (島破り?, Shimajaburi) - 548. Grazie (ありがとう?, Arigatō) - 549. Rotta verso la battaglia (出撃の艦?, Shutsugeki no fune) - 550. Quartier Generale della Marina (海軍本部?, Kaigun honbu) - 551. Barbabianca, uno dei Quattro Imperatori (四皇"白ひげ"?, Yonkō "Shirohige") |                                         |                                        |
| 56 | Trama Mentre gli evasi avanzano verso l'uscita affrontando le guardie, a Impel Down giunge Marshall D. Teach, divenuto un membro della Flotta dei Sette dopo aver catturato Ace; nonostante voglia vendicarsi per la cattura del fratello, Rufy si batte con lui solo brevemente prima di proseguire verso l'uscita. Alle porte della prigione Rufy tiene a bada Magellan con l'aiuto di Mr. 3 mentre gli evasi riescono a procurarsi una nave e fanno rotta verso il quartier generale della Marina, grazie all'aiuto di Mr. 2 che si sacrifica per consentire agli altri la fuga. Nel frattempo a Marineford arriva Barbabianca e il grand'ammiraglio Sengoku rivela che Ace è il figlio del Re dei pirati Gol D. Roger, un fatto tenuto nascosto alla Marina grazie al sacrificio della madre Portuguese D. Rouge e dalla tutela di Garp. |                                         |                                        |
| 57 | In lotta per la vetta 「頂上決戦」 - Chōjō kessen | 4 marzo 2010 ISBN 978-4-08-870010-6     | 3 novembre 2010 ISBN 978-88-6420-777-3 |
| 57 | Capitoli - 552. Ace e Barbabianca (エースと白ひげ?, Ēsu to Shirohige) - 553. In lotta per la vetta (頂上決戦?, Chōjō kessen) - 554. L'Ammiraglio Akainu (大将赤犬?, Taishō Akainu) - 555. Il copricapo di Odr (オーズと笠?, Ōzu to kasa) - 556. La giustizia trionferà! (正義は勝つ!!?, Seigi wa katsu!!) - 557. Rufy e Barbabianca (ルフィと白ひげ?, Rufi to Shirohige) - 558. Fratellino (弟?, Otōto) - 559. Volontà celeste (天命?, Tenmei) - 560. I prigionieri di Impel Down (インペルダウンの囚人達?, Inperu Daun no shūjin-tachi) - 561. Rufy contro Mihawk (ルフィVSミホーク?, Rufi VS Mihōku) - 562. Squardo, il pirata aracnovortice (海賊大渦蜘蛛スクアード?, Kaizoku Ōuzugumo Sukuādo) |                                         |                                        |
| 57 | Trama Mentre la battaglia tra le forze di Barbabianca da una parte e la Marina e la Flotta dei Sette dall'altra ha inizio, gli abitanti dell'arcipelago Sabaody assistono allo scontro via lumacamera. Gli ammiragli e gli ufficiali Marco, Jaws e Vista danno sfoggio dei loro poteri, finché sul campo di battaglia non arrivano Rufy e gli evasi di Impel Down a dare man forte a Barbabianca e ai suoi alleati. Mentre Cappello di paglia tenta di farsi strada verso il patibolo affrontando numerosi avversari, Sengoku mette in atto la sua strategia per accerchiare le forze nemiche. Intanto Squardo, capitano di una delle ciurme alleate di Barbabianca, lo trafigge inaspettatamente in quanto ingannato dall'ammiraglio Akainu. |                                         |                                        |
| 58 | Il nome di quest'epoca è "Barbabianca" 「この時代の名を"白ひげ"と呼ぶ」 - Kono jidai no na o "Shirohige" to yobu | 4 giugno 2010 ISBN 978-4-08-870045-8    | 2 febbraio 2011 ISBN 978-88-6420-759-9 |
| 58 | Capitoli - 563. Un uomo, un cuore (人間一つ心臓一つ?, Ningen hitotsu shinzō hitotsu) - 564. L'uomo che scuote il mondo intero (世界を揺らす男?, Sekai o yurasu otoko) - 565. La strada di Odr (オーズの道?, Ōzu no michi) - 566. Attacco feroce (猛攻?, Mōkō) - 567. Marineford, Quartier Generale della Marina - Piazza Oris (マリンフォード海軍本部オリス広場?, Marinfōdo Kaigun honbu Orisu hiroba) - 568. Fa' come ti pare! (勝手にしやがれ?, Katte ni shiyagare) - 569. Il mostro bianco (怪物?, Kaibutsu) - 570. Il ponte della vita (命の懸橋?, Inochi no kakehashi) - 571. Il patibolo (処刑台?, Shokeidai) - 572. The Times They Are A-Changin' - un'epoca che cambia (The Times They Are A-Changin?) - 573. Il nome di quest'epoca è "Barbabianca" (この時代の名を"白ひげ"と呼ぶ?, Kono jidai no na o "Shirohige" to yobu) |                                         |                                        |
| 58 | Trama Barbabianca perdona Squardo e, nonostante sia ferito, scende in campo personalmente affrontando gli ammiragli. Ispirati dalla sua determinazione, diversi pirati aiutano Rufy a raggiungere il patibolo; dopo essersi scontrato contemporaneamente con Aokiji, Akainu e Kizaru, Cappello di Paglia riesce infine a salvare Ace grazie all'aiuto di Mr.3. I pirati iniziano a ritirarsi e i marine, determinati a non perdere del tutto il controllo della situazione, si concentrano sul fermare Rufy e suo fratello; Barbabianca, comprendendo che la sua epoca è giunta alla fine, decide di immolarsi per consentire ai suoi di fuggire. L'evasione sembra andare a buon fine finché Akainu non provoca Ace insultando il suo capitano: il figlio di Roger affronta l'ammiraglio. Le trasmissioni dei lumacofoni, precedentemente interrotte, vengono riprese proprio mentre Ace viene colpito da un pugno di magma di Akainu per proteggere il fratello. |                                         |                                        |
| 59 | La morte di Portuguese D. Ace 「ポートガス・Ｄ・エース死す」 - Pōtogasu Dī Ēsu shisu | 4 agosto 2010 ISBN 978-4-08-870083-0    | 2 maggio 2011 ISBN 978-88-6420-760-5   |
| 59 | Capitoli - 574. La morte di Portuguese D. Ace (ポートガス・Ｄ・エース死す?, Pōtogasu Dī Ēsu shisu) - 575. Un'ira muta (言葉なき怒り?, Kotoba naki ikari) - 576. Edward Newgate, il grande pirata (大海賊エドワード・二ューゲート?, Daikaizoku Edowādo Nyūgēto) - 577. Un caso di proporzioni bibliche (畳み掛ける大事件?, Tatamikakeru daijiken) - 578. Destinato alla nuova era (新時代へ贈るもの?, Shinjidai e okurumono) - 579. Pochi secondi di coraggio (勇気ある数秒?, Yūki aru sūbyō) - 580. La conclusione della guerra (終戦?, Shūsen) - 581. Il futuro si avvicina (忍び寄る未来?, Shinobiyoru mirai) - 582. Ace e Rufy (ルフィとエース?, Rufi to Ēsu) - 583. Grey Terminal, il capolinea dell'ignoto (不確かな物の終着駅?, Gurei Tāminaru) - 584. L'incidente Polchemy (ポルシェーミの一件?, Porushēmi no ikken) |                                         |                                        |
| 59 | Trama Ace muore in seguito alla ferita inflittagli da Akainu e Rufy sviene per il trauma. Barbabianca furioso abbatte l'ammiraglio, ma viene ucciso da Barbanera che compare all'improvviso sul campo di battaglia insieme alla sua ciurma e ad alcuni prigionieri di Impel Down da lui liberati: prima di morire l'Imperatore sfida Sengoku dichiarando a gran voce che lo One Piece esiste davvero. Teach riesce ad acquisire il potere del frutto Gura Gura con cui rade al suolo Marineford, diventando il primo uomo della storia ad avere i poteri di due Frutti del Diavolo. Akainu nel frattempo si lancia all'inseguimento di Rufy e Jinbe, ferendoli gravemente e affronta tutti i comandanti di Barbabianca e Crocodile. Koby tenta di fermare il conflitto, ma è solo con l'arrivo di Shanks a Marineford che Sengoku si convince a dichiarare la fine della guerra, mentre Rufy viene portato via da Trafalgar Law grazie a Bagy. Due settimane dopo, ad Amazon Lily, Rufy si dispera per la morte del fratello e rivive i ricordi del passato, di quando lui e Ace erano stati affidati da Garp alla criminale Curly Dadan e vivevano sull'isola Dawn insieme ad un ragazzino di nome Sabo.                                                                        |                                         |                                        |
| 60 | Fratellino mio 「弟よ」 - Otōto yo | 4 novembre 2010 ISBN 978-4-08-870125-7  | 1º agosto 2011 ISBN 978-88-6420-761-2  |
| 60 | Capitoli - 585. Le tazze della fratellanza (兄弟杯?, Kyōdai sakazuki) - 586. La città nauseabonda (悪臭のする町?, Akushū no suru machi) - 587. Io non scappo (おれは、逃げない?, Ore wa, nigenai) - 588. Il mare di Sabo (サボの海?, Sabo no umi) - 589. Sacrifici per il successo (風雲の志?, Fūun no kokorozashi) - 590. Fratellino mio (弟よ?, Otōto yo) - 591. Ma davvero ti va bene così? (それでいいのか?, Sore de ī no ka) - 592. Urla (エール?, Ēru) - 593. News (NEWS?) - 594. Il messaggio (メッセージ?, Messēji) |                                         |                                        |
| 60 | Trama Ace, Rufy e Sabo fanno un patto di fratellanza tra loro. Il trio però viene diviso da Bluejam, un pirata corrotto dal nobile padre di Sabo che rivuole il proprio figlio, fuggito tempo addietro dalla casa paterna. Sabo scopre che il re di Goa e i nobili hanno intenzione di dare alle fiamme il Grey Terminal, la parte malfamata dell'isola in cui vivono i suoi amici. L'incendio coinvolge anche Ace, Rufy e la ciurma di Bluejam, che viene sconfitta da Dadan e Ace. Dopo l'apparente morte del loro amico per mano del Drago celeste San Jalmack, Rufy e Ace giurarono che si sarebbero sempre curati l'uno dell'altro. Con la morte di Ace, Rufy ha perso la voglia di vivere, ma quando si ricorda che ha ancora i suoi compagni organizza il suo ritorno all'arcipelago Sabaody dove si sono separati. Raggiunto Cappello di paglia, Rayleigh gli sconsiglia di tornare all'arcipelago, cosa che lo porterebbe solo ad essere nuovamente sconfitto, proponendogli invece un approccio alternativo. Il giorno dopo lui e Rufy appaiono al quartier generale della Marina e la notizia è diffusa su tutti i giornali; conseguentemente il resto della ciurma, attualmente in diverse parti del mondo, scopre un messaggio nascosto nella notizia dell'assalto. |                                         |                                        |